# Colisée de Québec
 (mars 2021).
Le Colisée de Québec (Colisée Pepsi de 1999 à 2020) est une ancienne salle omnisports, d'une capacité de 15 176 places, situé sur les terrains d'ExpoCité dans l'arrondissement La Cité-Limoilou de Québec. Ouvert en 1949, et agrandi en 1980, le Colisée ferme définitivement ses portes le 14 septembre 2015. Les Remparts de Québec de la Ligue de hockey junior majeur du Québec sont les derniers occupants de l'édifice. Il a aussi accueilli les équipes de hockey des As de Québec, des Citadelles de Québec et des Nordiques de Québec.
Le Centre Vidéotron lui succède.

## Histoire

### Construction, agrandissement et rénovations
Le premier Colisée, aménagé en 1942 (reconstruit plus tard, il devient le Pavillon de la jeunesse), est détruit par le feu le 15 mars 1949. La même année, on construit l'actuel Colisée sous l'inspiration du maire de la ville, Lucien Borne. Conçu par l'architecte Rob Zabrowski, sa construction n'a duré que six mois (débutée le 24 mai 1949 et achevée le 8 décembre 1949). La toiture fut construite en premier avant de passer au reste de la structure du bâtiment. L'aréna, d'une capacité originale de 10 004 places, est inauguré cette année-là. Il est le 5e aréna majeur construit au Québec. L'amphithéâtre est entièrement fait en béton armé, incluant son fameux toit en arche. 22 ans après son ouverture, en 1971 et 1972, des rénovations sont apportées à l'édifice concernant une mise à jour pour la couverture du toit, le système de ventilation, le système d'éclairage, le hall d'entrée, les chambres des toilettes du niveau mezzanine, le chauffage, la réfrigération et l'incinérateur. Le Colisée sera rénové en 1980 afin d'y ajouter 5 000 places, en vue du transfert des Nordiques de Québec dans la Ligue nationale de hockey. Dès 1981, le Colisée nouvellement rénové offre 15 250 sièges.
À la fin des années 2000 et au début de la décennie suivante, le Colisée a subi d'importants travaux de rénovation pour se rajeunir : nouveaux sièges, tableau indicateur à huit faces avec système de son de première qualité et remplacement du système de réfrigération. Au printemps 2012, le Colisée a subi une fois de plus des travaux de rénovation. Il s'agissait du remplacement des bandes et des baies vitrées pour répondre aux standards de la Ligue nationale de hockey afin d’accueillir une équipe de cette ligue. Malgré de nombreuses cures de rajeunissement, le Colisée reste désuet. Pour le remplacer, le Centre Vidéotron de 18 259 sièges, construit du 3 septembre 2012 au 15 juillet 2015, est inauguré le 8 septembre 2015.

### Changement de l'appellation par l'ajout d'un commanditaire
En 1999, une entente survient entre la ville du Québec et la compagnie Alex Coulombe Ltée pour un contrat de dix ans d'identification du Colisée au nom d'un commanditaire. La Cie Alex Coulombe est le distributeur officiel des boissons gazeuses Pepsi-Cola pour la Région de Québec et pour le Colisée. Le Colisée est renommé Colisée Pepsi dès 1999. En 2019, il est mentionné que le Colisée a continué à être identifié Colisée Pepsi malgré la fin du contrat original de 10 ans en 2009. Le contrat aurait continué en paiement mensuel jusqu'en 2015.

### Fermeture et avenir de l'édifice

#### 2013-2016
En mai 2013, la Ville de Québec avait décidé de ne pas démolir le Colisée. Il serait possiblement utilisé comme salle polyvalente secondaire si le Centre Vidéotron n'allait pas être disponible pour son ouverture en septembre 2015.
Le 5 février 2015, le maire de Québec, Régis Labeaume, indique qu'une décision n'est pas prise sur l'avenir du Colisée, mais qu'il y a de fortes chances que ce dernier soit démoli. Le lendemain, le premier magistrat de la ville indique que le Colisée sera démoli.
Le 20 avril 2015 est dévoilé le rapport final du Groupe de travail sur l'avenir d'ExpoCité présidé par Daniel Gélinas. Une des recommandations du comité consiste à démolir le Colisée. Toujours en cette même journée est dévoilé le nom des derniers artistes qui se produiront dans le Colisée, ainsi que les premiers qui inaugureront le nouvel amphithéâtre de Québec. Il s'agit du groupe de heavy metal Metallica, qui a déjà joué à sept reprises dans l'édifice; ainsi qu'à deux reprises sur les terrains du défunt Hippodrome de Québec. Le 22 avril 2015, Québecor annonce qu'une cérémonie de montée des bannières du Colisée Pepsi se déroulera avant la présentation du tout premier match de hockey à être disputé au Centre Vidéotron entre les Remparts de Québec et l'Océanic de Rimouski. Le gestionnaire du nouvel amphithéâtre de Québec indique que les bannières rendront hommages aux équipes ayant évolué à Québec.
En décembre 2015 a lieu le dépôt du budget de fonctionnement de la Ville de Québec pour l'année 2016. Aucune somme n'est consacrée à une démolition à court terme de l'édifice.
Le 25 mai 2016, un projet étudiant intitulé Striptease est dévoilé comme proposition concernant l'utilisation, dans l'avenir, de la structure du Colisée comme place publique. Le lendemain, le premier magistrat de la Ville de Québec, Régis Labeaume, favorable à un projet de mettre en valeur les arches du Colisée, intervient pour indiquer qu'il est techniquement impossible de mettre en valeur la structure depuis les rénovations de 1980, car ces rénovations ont été faites dans ces arches.

#### 2019 à 2023
En septembre 2019, le lettrage d'identification au néon fut retiré. L'immeuble est désormais destiné à être déconstruit,. Le 19 octobre 2019, lors de la vente des sièges blancs situés au niveau galerie à la population, le maire Régis Labeaume informe que la démolition débutera en mai 2020 pour se terminer, au plus tard, au 31 décembre 2020.
Le 15 février 2021, le maire Régis Labeaume laisse entendre que le Colisée pourrait finalement être utilisé pour héberger certains sports. La Ville de Québec annonce qu'une partie de l'édifice sera loué au Festival d'été de Québec (FEQ). Le bail, d'une durée de trente mois, débuta le 1er avril 2021 et s'est terminé le 30 septembre 2023. Le maire confirme que l'édifice ne sera pas démoli avant la fin du bail.
Le 27 septembre 2022, il est mentionné que des réflexions sur l'avenir du Stade Canac du Parc Victoria ont lieu à la ville de Québec. Des plans de rénovations et de démolition du stade pour le remplacer par un nouveau qui pourrait être situé à l'endroit où se situe le Colisée de Québec.
En 2023, La Ville de Québec lance une démarche de participation publique afin d’orienter une vision de développement pour le secteur nord-est du site d’ExpoCité. Celle-ci vise à recueillir les aspirations de partenaires, de citoyens et d'experts de tous horizons en vue de revaloriser l’espace, aujourd’hui inanimé pour la population. Une consultation d'exerts a lieu en 2023. En 2024, les citoyens peuvent participer à des ateliers participatifs en ligne pour le dépôt d'un rapport. Au printemps 2024 est déposé le rapport. Deux scénarios se dégagent: le maintien de la fonction événementielle du lieu «en tant que parc d’expositions et lieu emblématique de divertissement» ou le développement d’un pôle mixte «intégrant espaces résidentiels et culturels tout en conservant une fonction événementielle». Depuis mars 2024, le maire Marchand En mars, le maire Marchand affirme sa volonté de démolir le Colisée parce qu’il n’est «pas rentable» et que sa mise aux normes coûterait «un prix de fou», mais il se dit à l’écoute du résultat des consultations.

#### 2024 et 2025
Le 15 octobre 2024, le maire Marchand répète qu'il préconise la démolition. Il souligne qu’il faut du logement sur ce site et que le Colisée n’est pas adapté pour cela. Il dit qu’il tranchera, le moment venu, en prenant en considération les coûts et les conclusions de la Commission d’urbanisme et de conservation de Québec (CUCQ), qui étudie actuellement la question de la valeur patrimoniale du vieil édifice. Selon les derniers chiffres disponibles, qui ont été confirmés par le bureau du maire, il en coûterait 17 M$ pour démolir le Colisée, 20 M$ pour le remettre aux normes et 40 M$ pour le reconvertir complètement.
Le 27 novembre 2024, Le Groupe d’initiatives et de recherches appliquées au milieu (GIRAM) présente en conférence de presse sa proposition pour la préservation de l’édifice, bâti en 1949. Le GIRAM voudrait y voir naître un musée national des transports, de l’innovation et de la technologie. Le maire Bruno Marchand ouvert à regarder la proposition de musée mais Il n’a cependant pas changé d’avis et estime qu’il vaut mieux le démolir et construire du logement à la place,
Le 29 janvier 2025, il est mentionné que même si elle répète que toutes les options sont encore sur la table, la Ville de Québec a demandé à une firme d’ingénierie de regarder la possibilité de préserver la structure originale du vieux Colisée, dans le secteur d’ExpoCité.
Le 24 février 2025, il est mentionné que l'administration du maire Bruno Marchand penche officiellement pour la démolition de l'édifice malgré la recommandation de la Commission d'urbanisme et de conservation de Québec pour la préservation du bâtiment,.
Le 9 avril 2025, il est mentionné par Radio Canada que les plans d'origines de la construction sont perdus depuis une période indéterminée suivant l'agrandissement du Colisée en 1980 et que l'incertitude demeure sur la possibilité de démolir. Avant de prendre la 
décision de démolir, l'administration du maire Marchand a mandaté la firme EMS d'explorer les options de mise en valeur du bâtiment. Mais le rapport de la firme révèle un détail que n'avait pas évoqué l'administration Marchand : les plans d'origine du Colisée ont été perdus. Outre la démolition complète, une des seules autres avenues évoquées par la firme EMS consiste à conserver le bâtiment dans sa forme actuelle, sans travaux majeurs. "La démolition quasi totale, suivie d’une reconstruction adaptée, semble être l’option la plus économique et rationnelle", conclut le rapport, qui ajoute que dans ce scénario, certaines des fondations existantes pourraient être réutilisées. La Ville doit bientôt mettre à jour l'estimation des coûts de démolition du Colisée de Québec
La dernière projection, datant de 2020, avoisinait les 20 millions de dollars. EMS estime que les coûts de tels projets ont augmenté de 25 à 50 % depuis, la facture des travaux pourrait donc s'approcher des 30 millions de dollars.

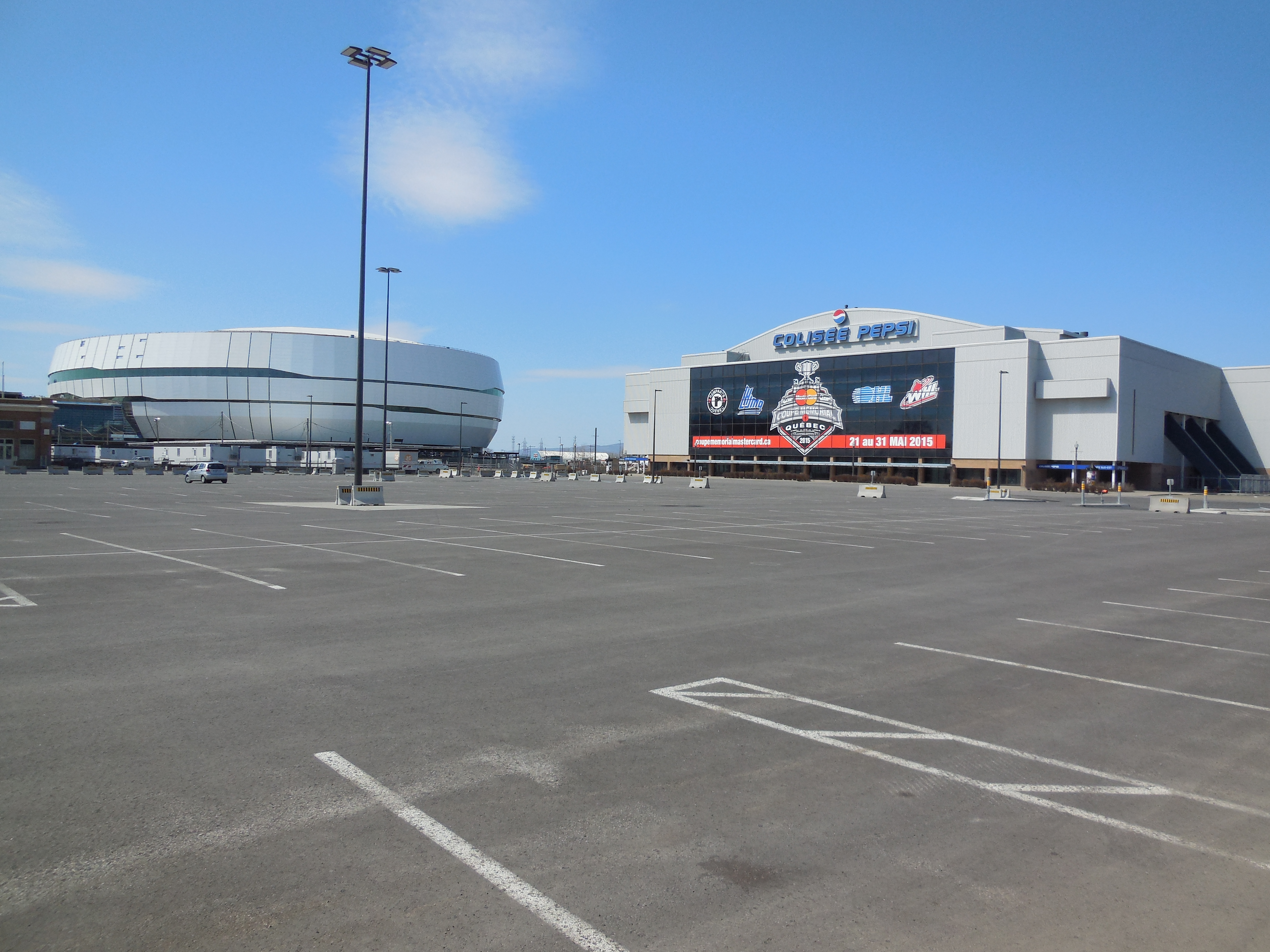
Le Colisée Pepsi et le Centre Vidéotron en avril 2015.

### Capacité de l'édifice
La capacité de sièges disponibles pour les spectateurs a varié à plusieurs occasions pendant des rénovations, des modifications et l'agrandissement du Colisée.
- 1949-1973 : 10 034[31]
- 1973-1976 : 10 004[32]
- 1976-1981 : 10 012[33]
- 1981-1984 : 15 250[34]
- 1984-1987 : 15 434[35]
- 1987-2009 : 15 399[36]
- 2009–2015 : 15 176[37]

### Plaques et artefacts historiques qui étaient présents dans le Colisée
- Plaque commémorative installée en hommage aux artisans de la construction du Colisée en 1949. Cette plaque fut installée à l'extérieur de l'édifice en 1950. Après les rénovations de 1980, elle fut installée à l'intérieur de l'entrée du Colisée.
- Sports au Colisée de Québec : Le patinage artistique, la boxe, la crosse, le hockey par Raymond Delwaide : bas-reliefs originellement présents sur la façade extérieure de cet édifice entre 1950 et 1980. De 1981 à 2015, ces œuvres sont présentes dans le hall d'entrée. Depuis 2021, elles sont présentes à l'intérieur du Pavillon de la jeunesse, dans une section de l'édifice pourvue d'un mur vitré permettant de voir l'allée de l'Histoire du hockey.

#### Tournoi international de hockey pee-wee de Québec
- Plaque hommage au 25e anniversaire. Cette plaque est présente dans le hall d'entrée du Colisée Pepsi. Elle a été installée et inaugurée en 1984 en présence du maire de Québec, Jean Pelletier, ainsi que du président du tournoi, Alex Légaré.
- Vitrine commémorative et publicitaire pour ce tournoi au Colisée Pepsi qui était présente jusqu'en 2015
- Alex Légaré : tournoi international de hockey pee-wee de Québec. Plaque hommage à ce bénévole ayant œuvré pendant 25 ans au tournoi et est devenu président.

#### Championnat du monde de hockey sur glace 2008 et Coupe Memorial 2015
- Championnat mondial 2008 de la Fédération internationale de hockey sur glace. Vitrines commémoratives du tournoi s'étant déroulé à Québec dans le cadre des célébrations du 400e anniversaire de Québec. Ces vitrines sont présentes dans une des allées du Colisée Pepsi jusqu'en 2015.
- Coupe Mémorial MasterCard 2015. Vitrine publicitaire jusqu'en 2015 concernant la présentation de ce tournoi en mai 2015 au Colisée Pepsi. La Coupe Memorial y était présente.

#### Jean Béliveau et Remparts de Québec
- Collection Jean Béliveau : deux vitrines commémoratives contenant des artéfacts de sa collection personnelle sont exposés au Colisée de Québec. Ces artéfacts datent de la période où ce joueur évoluait à Québec dans les années 1950 pour les As de Québec[38].
- Remparts de Québec : vitrine publicitaire dans une allée du Colisée Pepsi présentant le gilet porté par les joueurs de cette équipe lors de la dernière saison dans cet aréna (2014-2015).

## Chronologie

### Années 1930 à 1950
- Construction du pavillon de l'Agriculture, futur pavillon de la Jeunesse.
- 1942 - Aménagement de la patinoire au pavillon de l'Agriculture.
- 1949 - 15 mars - Un feu détruit le pavillon de l'Agriculture. Les pertes sont évaluées à 1 million de dollars[39].
- 1949 - 24 mai - Début de la construction du nouveau Colisée de 10 000 sièges.
- 1949 - 8 décembre - Première partie locale, opposant les As de Québec aux Citadelles de Québec (avec aucun siège installé)[4].
- 1949 - 15 décembre - Inauguration officielle du Colisée en présence des archevêques de Québec et d'Ottawa, messeigneurs Maurice Roy et Alexandre Vachon[40].
- 1949 - 16 décembre - Premier match entre les Reds de Trois-Rivières et les Citadelles de Québec[40]
- 1951 - 26 avril - Foule record inégalée de 16 806 spectateurs pour un événement au Colisée (Aujourd'hui, la capacité et la loi ne le permettent pas). Le match opposait les Flyers de Barrie aux Citadelles de Québec, dans un match de la Finale de l'Est de la coupe Memorial[41].
- 1952 - 26 avril - Les As de Québec remportent la coupe Alexander devant leurs partisans en remportant la série 4-1 contre les Beavers de Saint-Jean.
- 1953 - 4 octobre - Les As de Québec accueillent les Black Hawks de Chicago de la LNH et perdent le match par la marque de 5-4.
- 1957 - 9 mai - Les As de Québec remportent le trophée Edinburgh devant leurs partisans en remportant la série 4-1 contre les Regals de Brandon.

### Années 1970 à 1990
- 1971 - 19 mai - Les Remparts de Québec remportent la Coupe Memorial devant leurs partisans.

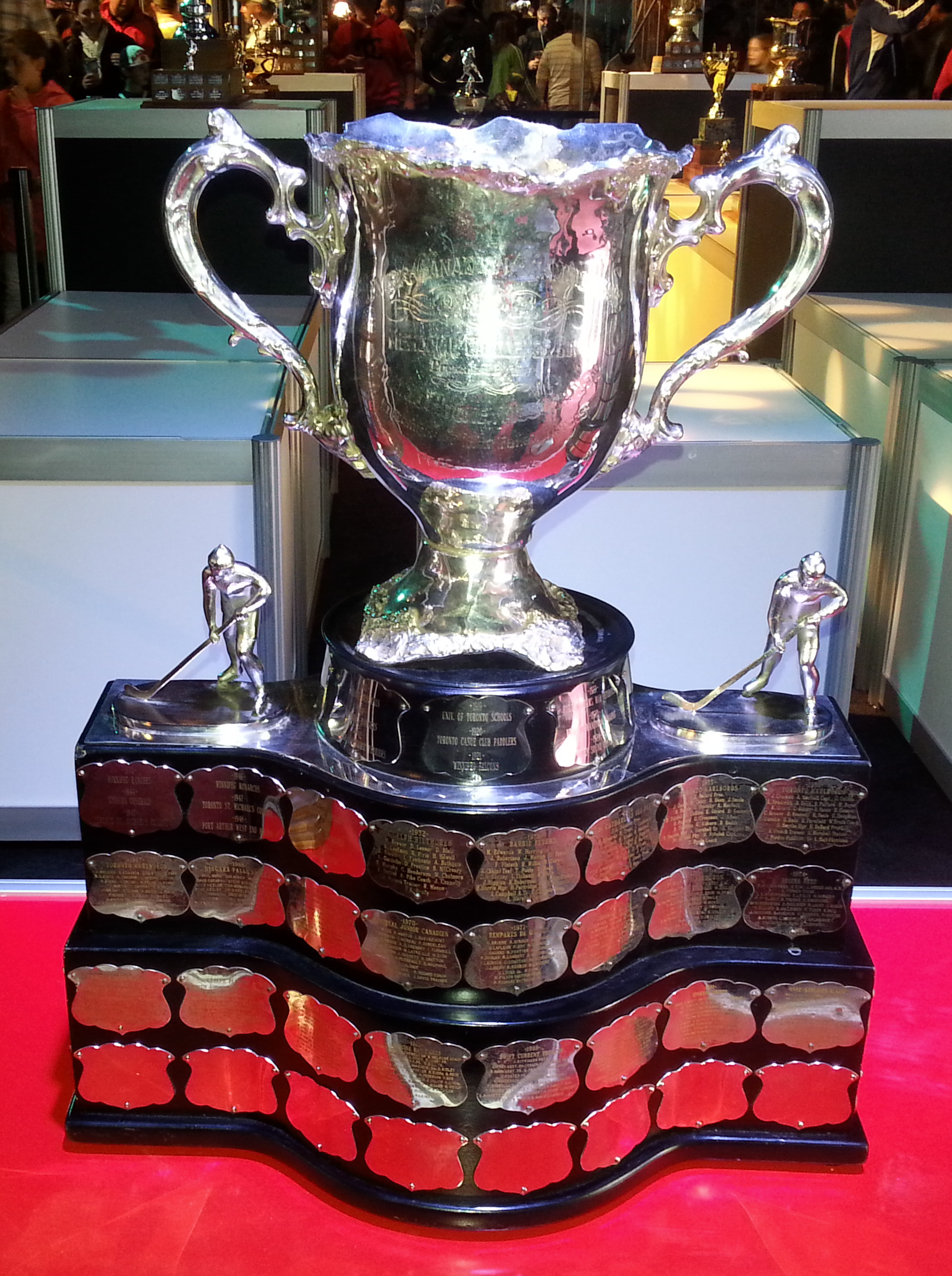
La Coupe Memorial a été remportée par les Remparts en 1971 au Colisée

- 1972 - 11 février - Les Nordiques de Québec sont acceptés dans l'Association mondiale de hockey[42].
- 1972 - 18 septembre - Gala de lutte ayant atteint un record de plus de 16 000 spectateurs pour voir en action les lutteurs Killer Kowalski, Don Leo Jonathan, Géant Ferré, Édouard Carpentier, Maurice Vachon, Jos Leduc, entre autres[43].
- 1972 - 21 septembre - Le Colisée devient la demeure des Nordiques de Québec[44].
- 1975 - 29 septembre - Les Caribous de Québec de la Ligue nationale de Crosse remportent la Coupe des Nations face aux Québécois de Montréal[45].
- 1977 - 26 mai - Les Nordiques de Québec gagnent la Coupe Avco dans un Colisée bondé face aux Jets de Winnipeg[46].
- 1979 - 4 avril - Projet d'agrandissement du Colisée par l'ajout de 5 000 sièges pour satisfaire les exigences de la LNH pour l'entrée des Nordiques dans cette ligue[47].
- 1979 - 8 août - Dévoilement des plans d'architectes en vue de l'agrandissement du Colisée[48].
- 1979 - 10 octobre - Premier match dans la Ligue nationale de hockey pour les Nordiques de Québec, à Québec, contre les Flames d'Atlanta.
- 1981 - 18 janvier - Inauguration de la nouvelle section Galeries du Colisée dans une journée de célébration portes ouvertes[49].
- 1981 - 21 janvier - Première partie des Nordiques avec la nouvelle section Galeries du Colisée[49].

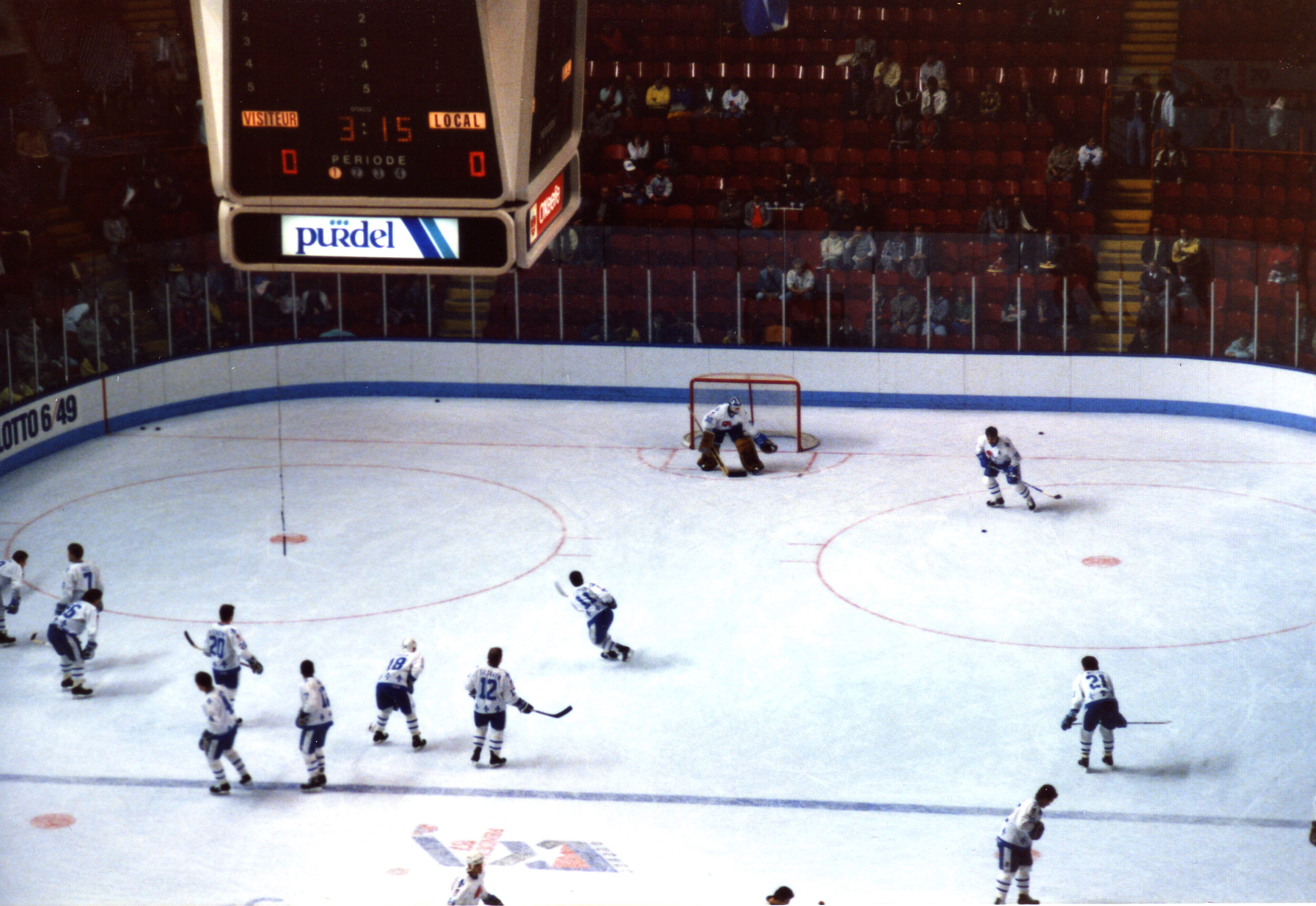
Période de réchauffement avant un match au Colisée de Québec en 1986

- 1982 - 18 septembre - Foule record de 16 071 spectateurs pour un spectacle, celui de Claude Dubois[50].
- 1982 - 23 décembre - Ajout de bannières commémoratives dans les hauteurs du Colisée. Les bannières concernent les Bulldogs de Québec par les Coupes Stanley remportées ainsi que par le retrait du numéro 4 de Joe Malone, les As de Québec par les trophées remportés et par le retrait du numéro 9 de Jean Béliveau, des Remparts de Québec par la Coupe Mémorial de 1971 et le retrait du numéro 4 de Guy Lafleur, des Nordiques de Québec par la Coupe Avco de 1977[51]
- 1991 - 31 mars - Dernier match en carrière pour Guy Lafleur avec les Nordiques contre les Canadiens de Montréal[52]
- 1995 - 14 mai - Dernier match à vie disputé à domicile pour les Nordiques de Québec.
- 1999 - 18 novembre - Vente du nom Colisée à Pepsi au montant de 150 000 $ / an pour 10 ans. Le bâtiment sera connu sous le nom de Colisée Pepsi[53].

### Années 2000 et 2010
- 2000 - 4 avril - Célébrations du 50e anniversaire du Colisée lors de la partie des Citadelles de Québec contre les Maple Leafs de Saint-Jean. Dévoilement d'une bannière commémorative en présence de Jean Béliveau, Michel Goulet, Marc Tardif, Guy Lafleur, Peter Šťastný, Alex Légaré, Fernand Houle, Armand Gaudrault et Michel Brazeau[54].
- 2004 à 2013 - Étés 2004 à 2007, 2009 à 2013 - Rénovations du Colisée par modification de la dalle de béton, changements des sièges de la section loge, changement du tableau indicateur, installation de nouvelles bandes, travail de peinture et de mise à niveau, changement des sièges de la section mezzanine en 2009[55].
- 2006 - 30 mai - Célébrations de la victoire de la Coupe Memorial remportée par les Remparts de Québec à Moncton durant le tournoi pour l'obtention de cette coupe. 7 000 partisans sont présents[56].
- 2015 - 31 mai - Finale de la Coupe Memorial de la Ligue canadienne de hockey entre les Generals d'Oshawa et les Rockets de Kelowna. Dernier match de hockey de l'histoire du Colisée.
- 2015 - 14 septembre - Spectacle de Metallica - Dernier spectacle et événement de l'histoire du Colisée.

## Sports

### Hockey
Le Colisée a notamment accueilli, au cours de son histoire, les clubs de hockey suivants : les As de Québec, les Citadelles de Québec, les Remparts de Québec, les Nordiques de Québec de l'AMH et de la LNH, les Rafales de Québec et le Radio X de Québec. Plusieurs trophées ont été remportés à cet endroit soit le Trophée Edinburgh, la Coupe Calder, la de la LHJMQ, la Coupe Memorial, la Coupe Avco. La Coupe Stanley a été remporté à quatre reprises par l'équipe fictive du National de Québec, dans le cadre de l'émission de télévision Lance et compte. Le trophée a été remporté trois fois au Colisée dans le cadre de trois journées de tournages (en 1986 contre les Bruins de Boston, et en 2006 et 2009 contre le Canadien de Montréal) et une fois dans un autre amphithéâtre (en 2015 contre les Penguins de Pittsburgh).

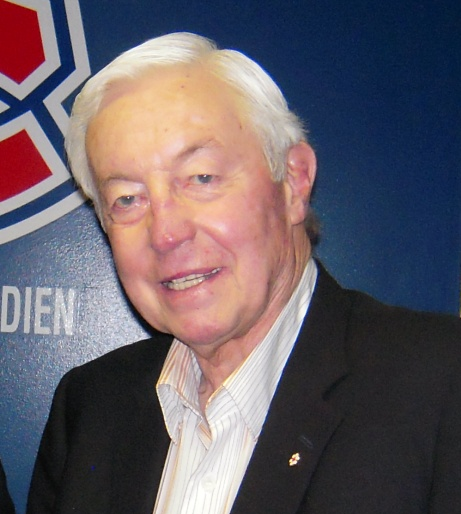
Jean Béliveau a attiré les foules au Colisée, l'aréna fut surnommé le Château Béliveau en son honneur

- 1949 : Jean Béliveau fut le premier joueur-étoile à attirer les gens dans le nouvel aréna en 1949[57].

- 1960 : De 1960 à 2015, le Colisée est hôte des futures vedettes du hockey professionnel nord-américain à l'occasion du Tournoi international de hockey pee-wee de Québec, qui réunit plus de 2 000 joueurs de 16 pays différents.

- 1968 : Le Colisée a aussi été un aréna de dépannage pour les Flyers de Philadelphie. Le 1er mars 1968, le toit du Spectrum, l'aréna des Flyers, fut soufflé par le vent. Ayant besoin d'un aréna d'urgence pour compléter leur première saison dans la LNH, ils se tournèrent vers l'aréna de leur club-école de la Ligue américaine de hockey, les As de Québec. Les Flyers jouent 5 parties "à domicile". La première partie officielle jouée entre deux équipes de la LNH au Colisée a lieu le 10 mars 1968 entre les Flyers et les North Stars du Minnesota devant une salle comble de 10 171 spectateurs[58].

- 1987 : Le match des étoiles de la Ligue nationale de hockey de 1987 a été présenté sous une formule différente dans le cadre de Rendez-Vous '87.

- 1993 : Le 26 juin 1993, le Colisée a accueilli le Repêchage d'entrée dans la LNH 1993.

- 1994 et 1996 : Le Colisée a été aussi utilisé par les Harfangs de Beauport durant des parties de la saison régulière et des séries éliminatoires entre 1994 et 1996.

- 2002 : Dans les années 1960 et entre 2002 et 2014, les Canadiens de Montréal disputent des matchs hors-concours de la LNH.

- 2008 : Le Colisée est l'hôte du championnat du monde de hockey sur glace de la fédération internationale de hockey sur glace (conjointement avec Halifax) où l'équipe hôte (Équipe Canada) avait disputé les finales dans cette enceinte.

- 2012 : Le 9 juin 2012, la Colisée a accueilli le Repêchage LHJMQ 2012.

- 2015 : Le Colisée a accueilli le tournoi de la Coupe Memorial pour une quatrième fois de son histoire en 2015. L'équipe hôte, les Remparts de Québec, a joué son dernier match dans cette enceinte le vendredi 29 mai 2015 et la finale a eu lieu le 31 mai 2015. L'aréna avait déjà été l'hôte du championnat en 1971, en 1991 et en 2003.

#### Liste des championnats, coupes et trophées remportés au Colisée de Québec
| Date              | Résultat | Équipe gagnante                         | Équipe Perdante                      | Trophée                  | Ligue                                                 |
| ----------------- | -------- | --------------------------------------- | ------------------------------------ | ------------------------ | ----------------------------------------------------- |
| 29 mars 1950      | 4-3      | Saints de Sherbrooke                    | As de Québec                         |                          | LHSQ                                                  |
| 28 mars 1954      | 3-1      | Frontenacs de Québec                    | Canadien junior de Montréal          |                          | LHJQ                                                  |
| 19 mars 1955      | 2-0      | Frontenacs de Québec                    | Flambeaux de Trois-Rivières          |                          | LHJQ                                                  |
| 14 avril 1955     | 3-1      | Marlboros de Toronto                    | Frontenacs de Québec                 |                          | Tournoi de l'est pour le Tournoi de la Coupe Memorial |
| 9 mai 1957        | 4-2      | As de Québec                            | Regals de Brandon                    | Trophée Edinburgh        |                                                       |
| 25 avril 1959     | 3-2      | Baronet de Québec                       | Monarchs de NDG                      | Trophée Frank-Selke      | LJMM                                                  |
| 21 mars 1961      | 3-2      | Reds de Trois-Rivières                  | As junior de Québec                  |                          | LJP                                                   |
| 5 avril 1962      | 4-2      | Bruins de Victoriaville                 | Citadelles de Québec                 |                          | LJP                                                   |
| 4 mai 1968        | 4-2      | Americans de Rochester                  | As de Québec                         | Coupe Calder             | LAH                                                   |
| 26 mars 1970      | 10-2     | Remparts de Québec                      | Alouettes de Saint-Jérôme            | Coupe du président       | LHJMQ                                                 |
| 28 avril 1971     | 8-1      | Remparts de Québec                      | Bruins de Shawinigan                 | Coupe du Président       | LHJMQ                                                 |
| 19 mai 1971       | 5-2      | Remparts de Québec                      | Oil Kings d'Edmonton                 | Coupe Memorial           |                                                       |
| 29 avril 1973     | 5-0      | Remparts de Québec                      | Royals de Cornwall                   | Coupe du Président       | LHJMQ                                                 |
| 30 avril 1974     | 8-4      | Remparts de Québec                      | Éperviers de Sorel                   | Coupe du Président       | LHJMQ                                                 |
| 12 mai 1975       | 7-2      | Aeros de Houston                        | Nordiques de Québec                  | Coupe AVCO               | AMH                                                   |
| 29 septembre 1975 | 16-10    | Caribous de Québec                      | Québécois de Montréal                | Coupe des nations        | NLL                                                   |
| 3 mai 1976        | 5-1      | Remparts de Québec                      | Castors de Sherbrooke                | Coupe du Président       | LHJMQ                                                 |
| 1er mai 1977      | 7-4      | Castors de Sherbrooke                   | Remparts de Québec                   | Coupe du Président       | LHJMQ                                                 |
| 26 mai 1977       | 8-2      | Nordiques de Québec                     | Jets de Winnipeg                     | Coupe AVCO               | AMH                                                   |
| 4 mai 1982        | 4-2      | Islanders de New York                   | Nordiques de Québec                  | Trophée Prince de Galles | LNH                                                   |
| 13 février 1987   | 5-3      | Équipe d'URSS de hockey sur glace       | Équipe LNH                           | Trophée Rendez-Vous      | Rendez-Vous '87                                       |
| 19 mai 1991       | 5-1      | Chiefs de Spokane                       | Voltigeurs de Drummondville          | Coupe Memorial           | LCH                                                   |
| 25 mai 2003       | 6-3      | Rangers de Kitchener                    | Olympiques de Hull                   | Coupe Memorial           | LCH                                                   |
| 18 mai 2008       | 5-4      | Équipe de la Russie de hockey sur glace | Équipe du Canada de hockey sur glace | Médaille d’Or            | FIHG                                                  |
| 31 mai 2015       | 2-1      | Generals d'Oshawa                       | Rockets de Kelowna                   | Coupe Memorial           | LCH                                                   |

#### Projets avortés de clubs résidents

##### Projets de 1998
Bulldogs de Québec
Après le départ des Rafales de Québec au printemps 1998, un projet d'une deuxième équipe dans la LIH se met en branle à l'été pour doter le Colisée d'une équipe professionnelle à l'automne de cette même année. Michel Pagé, ancien ministre du Parti libéral du Québec est à la gestion de ce groupe. Le projet est lancé le 21 juillet et l'équipe se serait appelée Bulldogs de Québec en hommage à l'équipe de hockey ayant gagné la Coupe Stanley en 1912 et 1913. Faute d'investisseurs, le projet se termine le 7 août De cette courte aventure, trois personnes avaient été nommées à des postes-clés : Mario Marois comme entraineur-chef, son adjoint Gaétan Duchesne et du directeur-général Lucien Deblois.
National de Québec
Comme il eut un échec pour l'implantation de la deuxième concession dans la LIH, Me Jean-Paul Boily et Bob Dawson propose, en août 1998, de doter le Colisée d’une équipe de la Ligue américaine de hockey. Ils tentent leurs premières démarches auprès des Canadiens de Montréal pour déménager leur club-école de Fredericton à Québec. N’ayant pas réussi à obtenir la concession du club-école des Canadiens, le duo de Me Boily et de M. Dawson tentent d’amener à Québec la filiale des Sénateurs d'Ottawa. À la mi-décembre, Les Sénateurs d’Ottawa signifient qui sont intéressés à implanter leur club-école à Québec. Boily et Dawson tenteront de s’entendre avec la ville de Québec pour négocier un bail adéquat pour son groupe. Pendant ce temps, les dirigeants du Canadiens de Montréal réfléchissent à l’idée d’implanter leur club-école à Québec. Étant maintenant les représentants officiels des Sénateurs, Boily et Dawson indiquent, le 26 janvier 1999, que la future équipe s’appellera Le National de Québec. Cette équipe aura le même nom que l'équipe fictive de la série télévisée Lance et Compte. Ayant une longueur d'avance, il travaille très fort à devenir le groupe choisi qui évoluera au Colisée à l’automne 1999. Le 9 février 1999, un deuxième groupe de Québec entre dans la course afin d’obtenir la concession du Colisée. Ce deuxième groupe qui négocie avec les Canadiens est mené par l’homme d’affaires Jacques Tanguay des Remparts de Québec. Le 24 février Rick Dudley, des Sénateurs, met un ultimatum au 26 février à Me Boily afin de conclure une entente avec la ville de Québec. Au même moment, le Groupe dirigé par Tanguay dépose son offre à la ville de Québec. En même temps, la ville de Québec demande des explications au groupe Boily-Dawson sur leur proposition. À la veille du 1er mars, Me Boily doute de présenter son dossier devant les dirigeants de la ville prétextant que la ville aurait modifié ses exigences depuis l’arrivée dans le décor du groupe de M. Tanguay. Finalement, les deux groupes présenteront leur proposition à la ville en cette date. Le 4 mars, la ville de Québec décide de faire affaires avec le groupe de M. Tanguay. Me Boily est furieux de la décision en émettant que les dés étaient déjà pipés par l’arrivée du concurrent dans les parages. Le 10 mars 1999, Jean-Paul Boily se range du côté du Groupe Tanguay pour le bien du hockey professionnel à Québec.

##### Projets de 2004

###### Nordiks de Québec
En juin 2003 est proposé le retour de l’Association mondiale de hockey. Ce projet préparé par Alan Howell et Dr Nick Vaccaro a pour but de concurrencer la LNH advenant le possible lock-out pour la saison 2004-2005. Le Commissaire nommé est l’ancienne étoile de la LNH et de l’AMH originale, Bobby Hull. Le 17 juillet 2003, M. Hull a indiqué que Québec avait de fortes chances d’être présente dans la future ligue. Jean-Paul Boily, aux balbutiements, n’était pas intéressé par le projet. Le 21 juillet, le président de l’AMH, Alan Howell, indique qu’il a reçu une demande en bonne et due forme pour implanter une équipe dans sa ligue. Il indique qu’il ne s'agit pas du groupe des propriétaires des Remparts incluant Patrick Roy. Le 23 septembre, Jean-Paul Boily reçoit à Québec la visite de Bobby Hull, Alan Howell et de Nick Vaccaro pour faire une visite des installations du Colisée dans le but d’implanter une équipe à Québec. Après cette visite Boily n’a pas officiellement déposé sa candidature. Plus tard, à l’automne 2003, Boily se présente comme le responsable officiel du groupe voulant investir pour avoir un club de l’AMH à Québec. En décembre, il est confiant dans le fait que Québec sera une des 6 premières équipes qui seront annoncées en janvier 2004. À la mi-janvier 2004, les noms des partenaires de Me Boily sont dévoilés. Il s’agit de gens d’affaires connus de la région de Québec. Au 19 janvier, aucune ville n’a été identifiée comme ayant une franchise, mais selon les dirigeants de cette ligue, près de 18 villes ont des intérêts pour la ligue. Le 27 janvier, Me Boily et son groupe a eu le champ libre pour négocier un bail de location du Colisée tout en négociant avec Expocité et les Remparts de Québec. Comme nom de l’équipe, Me Boily pense à l’appeler Nordiks de Québec. Ne pouvant pas utiliser le nom Nordiques, étant la propriété de la LNH, il procède à un léger changement dans l’orthographe, mais conservant la phonétique. Le 20 février, Jean-Paul Boily fait un dépôt de 50 000 $ US pour obtenir une franchise de l’AMH. Trois autres groupes ont fait de même dont Toronto, Hamilton et, selon les rumeurs, Pittsburgh. Le 9 juin 2004 l’AMH est officiellement lancé pour une saison de 76 parties avec, normalement, 10 équipes à partir du 29 octobre. Au lancement, seulement 6 équipes sont acceptées soit Québec, Halifax, Détroit, Dallas, Jacksonville et Orlando. Dix jours plus tard, la nouvelle ligue perd ses deux équipes de la Floride. À la fin du mois, Martin Madden est nommé comme directeur-gérant de la nouvelle équipe. Michel Bergeron fut pressenti pour le poste. Le 6 juillet est tenu le repêchage territorial de l’AMH. L’équipe de Québec repêche comme premier joueur Mike Ribeiro.Le 16 juillet, l’équipe de Québec présente officiellement son nom et son logo : Les Nordiks de Québec. Le logo représente un ours polaire avec un casque protecteur ainsi que des griffes acérées à une patte. Le nom de 3 des 5 autres équipes est aussi dévoilé cette journée-là : Toros de Toronto, Icebreakers de Halifax et le Gladiators de Détroit Le repêchage a lieu au Casino de Niagara Falls les 17 et 18 juillet. Le 17 juillet est réservé aux joueurs professionnels et le 18 aux joueurs amateurs. L’ordre de repêchage se présente comme celui-ci : Québec – Halifax – Détroit – Hamilton – Toronto – Dallas.
Le premier choix au repêchage professionnel de l’équipe de Québec se porte vers le joueur des Flyers de Philadelphie, Simon Gagné, originaire de Québec. En deuxième ronde, le choix porte sur Yanic Perreault. Les autres choix de cette équipe sont le gardien Maxime Ouellet, l’allier gauche Stéphane Veilleux, le défenseur Éric Messier, Stéphane Richer et Michel Picard. Le lendemain les Nordiks repêchent au niveau amateur Steve Bernier, Jean-François Jacques, Corey Crawford, Alexandre Picard, Tim Ramholt, Marc-Antoine Pouliot, Maxim Lapierre, David Laliberté, Doug O'Brien, Marc-André Bernier, Yan Stastny et Paul Stastny. Sidney Crosby a été le premier choix au repêchage amateur par l’équipe de Toronto. Le 22 juillet les gouverneurs se donnent un ultimatum allant jusqu’au 31 juillet pour commencer la saison à l’automne 2004. D’ici le 31 juillet 2004, au moins 5 équipes doivent avoir signé des ententes pour évoluer dans un aréna de leur région respective. Au 22 juillet 2004, 4 équipes avaient des ententes. Au 31 juillet, Me Jean-Paul Boily confirme que la ligue verra le jour avec 5 équipes au lieu de 6 : Dallas, Détroit, Québec, Halifax et Vancouver au lieu de Toronto. L’échéancier est remis au 15 août pour confirmer le début des opérations de cette ligue Le 27 août 2004, Jean-Paul Boily informe que l’équipe de Québec suspendait ses activités jusqu’à nouvel ordre et ne voulait pas participer à la naissance de cette nouvelle ligue du aux nombreuses incertitudes sur l’avenir et la gestion de la ligue.

###### Voyageurs de Québec
Une autre ligue tenta de doter Québec d’une équipe de hockey professionnelle à l’automne 2003 pour le début de l’an 2004. Il s’agit de la Ligue Fédérale de hockey. Cette ligue avait comme ambition de devenir une ligue professionnelle mineure pan-canadienne avec des équipes dans plusieurs grandes villes à travers le Canada. En octobre 2003, elle tenta une approche pour doter le Colisée d’une équipe. Le président de cette ligue, John Larsen, alla même à nommer cette soi-disant future équipe, les Voyageurs de Québec. Dix villes ont été identifiées pour recevoir une équipe et chacune d’elles avec un nom à leur équipe : les Wolverines d’Edmonton, les Mustangs de Hamilton, les Mousquetaires de Montréal, les Miners de North Bay, les Chiefs de Régina, les Mariners de St.John, les Warriors de Saskatoon, les Lakers de Thunder Bay, les Seals de Vancouver. Cette ligue ne sera qu’un projet sur papier ou publicitaire car elle ne jouera aucune partie.

### Autres sports
- Plusieurs présentations de cyclisme, roller derby, de moto-cross et de camions monstres se tiennent régulièrement.
- Patinage artistique : des spectacles de ce sport eurent lieu avec les éditions de 2002 et 2007 du Skate Canada
- Lutte : la lutte a été présenté très régulièrement au Colisée durant toutes les décennies par de nombreuses organisations locales et internationales et par des promoteurs dont Dick Marshall entre 1950 et 1987.
- Crosse : le Colisée a accueilli les Caribous de Québec de la National Lacrosse League en 1975.
- Roller Derby : le Colisée a accueilli des matchs de Roller Derby en 1973.
- Roller hockey. le Colisée a reçu un match hors concours des Roadrunners de Montréal de la Roller Hockey International en 1994.
- Volley-Ball : Des matchs en volley-ball ont été joués en 2013 de la Ligue mondiale de volley-ball.
- Basket-Ball : Les Globetrotters de Harlem sont venus à de nombreuses occasions à Québec pour des présentations en basket-ball.

### Bannières
Les bannières ont été abaissées des hauteurs du Colisée durant l'été 2015 et hissées dans les hauteurs du Centre Vidéotron le 12 septembre 2015.

#### Quebec Athletic Club - ("Bulldogs de Québec")
Les bannières des Coupes Stanley remportées par les Bulldogs de Québec ont été hissées le 23 décembre 1982.
Coupes Stanley
- - 1912-13
  - 1911-12

Joueur
- 4-Joe Malone - 1911-1917 et 1917-1920 - Bannière hissée le 23 décembre 1982[51].

#### As de Québec
Les bannières des championnats remportées par les As de Québec ont été hissées le 23 décembre 1982.
- Trophée Edinburgh - (hockey semi-professionnel) - 1956-57
- Coupe Alexander - (hockey senior canadien) - 1951-52
- Coupe Allan - (hockey senior canadien) - 1943-44

Joueur
- 9-Jean Béliveau - 1951-1953 - Retiré le 21 septembre 1969. Bannière hissée le 23 décembre 1982[51].

#### Remparts de Québec
Les bannières des championnats de 1970 à 2006 ont été hissées le 22 septembre 2006.
- Coupe Memorial - (champions séries ligue canadienne de hockey (junior)) 
  - 2005-06
  - 1970-71

- Coupe du président (LHJMQ) - (champion des séries éliminatoires LHJMQ)
  - 1975-76
  - 1973-74
  - 1972-73
  - 1970-71
  - 1969-70

- Trophée Jean-Rougeau - (champion saison régulière LHJMQ) 
  - 1998-99
  - 1997-98
  - 1976-77
  - 1972-73
  - 1970-71
  - 1969-70

- Joueurs

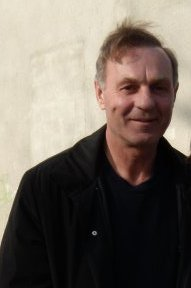
Des pee-wee, en passant par les Remparts, suivi par les Canadiens de Montréal et les Nordiques de Québec, Guy Lafleur a toujours attiré les foules au Colisée de Québec

- - 4--Guy Lafleur - 1968-1971 - Bannière hissée le 23 décembre 1982[51].
  - 12-Simon Gagné - 1997-1999 - Retiré le 14 septembre 2001[90].
  - 22-Aleksandr Radoulov - 2004-2006 - Retiré le 28 novembre 2007[91].
  - 44-Marc-Édouard Vlasic - 2003-2006 - Retiré le 20 mars 2015[92].

#### Nordiques de Québec

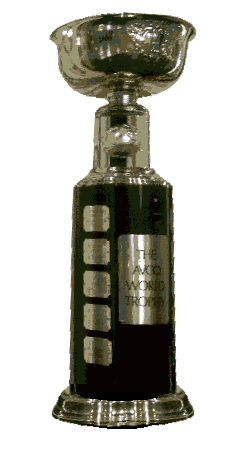
Les Nordiques remportèrent le Trophée Avco en 1977 au Colisée

- Trophée mondial Avco 1976-1977 (Champions des séries éliminatoires de l'AMH). Bannière hissée le 23 décembre 1982

- Joueurs
  - 3-Jean-Claude Tremblay - 1972-1979 - retiré le 28 octobre 1979[46].
  - 8-Marc Tardif - 1974-1983 - retiré le 1er novembre 1983[93].
  - 16-Michel Goulet - 1979-1990 - retiré le 16 mars 1995[94].
  - 26-Peter Šťastný - 1980-1990 - retiré le 4 février 1996[95].

#### Bannières hommages
- Jean Béliveau - Citadelles de Québec - Président d'honneur saison 1999-2000. Bannière hissée le 1er octobre 1999[96].
- Alex Légaré - Tournoi international de hockey Pee-Wee de Québec - Président. Bannière hissée le 9 février 2001[97].
- Marius Fortier - Remparts de Québec, Nordiques de Québec, Océanic de Rimouski, Drakkar de Baie-Comeau - Bâtisseur. Bannière hissée le 30 septembre 2005[91].
- Patrick Roy - Remparts de Québec - Propriétaire, Directeur-Gérant et Entraîneur - 2003 à 2013. Bannière hissée le 26 mai 2015[98].

#### Bannières temporaires
- Nordiques de Québec - Champions Division Adams - Saison 1985-86. Cette bannière a été dévoilée lors de la partie d'ouverture de la saison 1986-1987 le 9 octobre 1986. Cette bannière n'était plus présente dans les hauteurs du Colisée Pepsi à sa fermeture[99].
- Colisée de Québec - 50e anniversaire. Bannière dévoilée lors des festivités du 4 avril 2000 pour les 50 ans du Colisée de Québec[54].
- Radio X de Québec - Champions Coupe Futura - Saison 2004-2005. Cette bannière fut élevée le 19 octobre 2005[100].
- Jean Béliveau (1931-2014). Une bannière hommage a été installée sur la devanture du Colisée lors du décès de Jean Béliveau par la Ville de Québec du 5 au 10 décembre 2014[101].

#### Proposition d'une bannière - Caribous de Québec
Un projet d'élever une bannière en hommage à l'équipe des Caribous de Québec est initiée en 2015 pour les 40 ans du championnat remporté en 1975 au Colisée. L'initiative provient du Circuit québécois de crosse. Les organisateurs souhaitent que leur bannière, qui fut produite, soit élevée dans le Colisée de Québec avant sa fermeture ainsi que dans le Centre Vidéotron.

## Productions, Spectacles et Événements

### Annonceurs, organistes, disc jockeys
Durant l'histoire du Colisée, il y a eu des annonceurs lors de la présentation de matchs de hockey pour indiquer des éléments d'une partie.
Les annonceurs du Colisée ont été, entre autres :
- Jean-Marc Paradis ;
- Donald D'Amours ;
- Jean Gravel[103];
- Pierre Gingras ;
- Carl Labrie.

De plus, de la musique joue comme élément d'ambiance ou pour motiver ou faire réagir le public durant les périodes de pause pendant les parties ou aux entractes entre les périodes.
Les organistes et disc jockeys du Colisée ont été, entre autres : 
- Charles Gingras : organiste avant 1970.
- Jean-Yves Hamel : organiste de 1970 à 1985 ;
- Marcel Lajeunesse : organiste de 1983 à 1995[104].

### Productions

#### Télévision et Cinéma
L'aréna a déjà servi comme plateau de tournage de séries télévisées et pour le cinéma : 
- En mars 1980, un épisode de la série française, Salut champion, a été tournée et en utilisant l'équipe des Nordiques. La diffusion a eu lieu en France en 1981[105].
- En 1982, une captation du spectacle de Claude Dubois de sa tournée Sortie Dubois pour diffusion à la télévision de Radio-Canada[106]
- la série culte québécoise Lance et compte,
- la télé-série Le Masque,
- l'émission La Fureur,
- les films Maurice Richard
- Les Pee-Wee 3D
- Des matchs de La Série Montréal-Québec ont été présentés dans cette enceinte durant les deux saisons.

Les événements sportifs et les parties de hockey des équipes évoluant au Colisée ont été diffusées sur les ondes de plusieurs stations de télévision à travers le monde, au Canada et au Québec. Dans la région de Québec, ces stations furent CBVT (Radio-Canada), CFCM (TVA), CFAP (Noovo, auparavant V et TQS), RDS, CTV et TVA Sports.

#### Radiodiffusion
Des événements, des concerts et des parties de hockey des équipes évoluant au Colisée ont été diffusées sur les ondes de plusieurs stations radiophoniques à travers l'Amérique du Nord et le Québec. Dans la région de Québec, ces stations étaient CKCV 1280-AM, CHRC 800-AM, CJRP 1060-AM.
En février 2009, la station AM Québec 800, auparavant Info 800 et CHRC 80, déménage ses studios au Colisée de Québec. Cette station fut acquise en juin 2008 par le groupe de propriétaires des Remparts de Québec. Cette station devient une station avec une prédominance pour l'information sportive et à l'actualité. Cette station opérera au Colisée jusqu'au 30 septembre 2012, date de sa fermeture définitive.

### Spectacles
Le Colisée a également été l'hôte de nombreux spectacles de tous genres : concerts rock ou artistes populaires, cirques, chevaux lippizan, revues sur glace, festivals de musiques militaires et autres. De célèbres producteurs et entreprises dont Michel Brazeau et Donald K. Donald ont produit une multitude de spectacles à l'aréna de Limoilou.

#### Accidents et décès
- 13 février 1951 : 3 employés occupés à dégeler un bassin sur le toit du Colisée ont fait une chute de 80 pieds et ont été ensevelis sous 7 pieds de neige et de glace. Les personnes ont été sauvées à temps[107]..
- 26 juin 1981 : Un employé du Grand Théâtre de Québec, Michel Carrier décède lorsqu'un chariot élévateur s'est renversé sur lui et l'écrasant. Il aidait au déplacement du matériel du groupe Beatlemania qui venait de se produire au Colisée[108].

- 26 novembre 1984 : Un triste évènement survient durant un spectacle du groupe Iron Maiden dans le cadre de sa tournée World Slavery Tour. Un fan du groupe, Daniel Pitre, se tua en tombant sur le plancher du Colisée en provenance de la passerelle de la Galerie de la presse[109].

#### Début de tournée
- 15 novembre 1981 : Black Sabbath débute sa tournée Mob Rules Tour au Colisée.

- mars 1990, David Bowie loue le Colisée pendant une semaine pour des répétitions en prévision du premier spectacle mondial de sa tournée Sound + Vision qui a lieu au Colisée le 4 mars 1990[110].

- 11 juin 2001 : premier spectacle mondial de la tournée Exciter de Depeche Mode[111].

#### Captations et enregistrements
En 1972, Jean-Yves Hamel, l'organiste des Remparts, a enregistré sur un disque 33 tours les chansons jouées durant les parties des Remparts sous l'étiquette Budget Musique.
Le groupe Metallica a mis en vente le 10 décembre 2012 le DVD Quebec Magnetic incluant la captation de ses spectacles au Colisée du 31 octobre et du 1er novembre 2009 dans le cadre de leur tournée World Magnetic Tour.

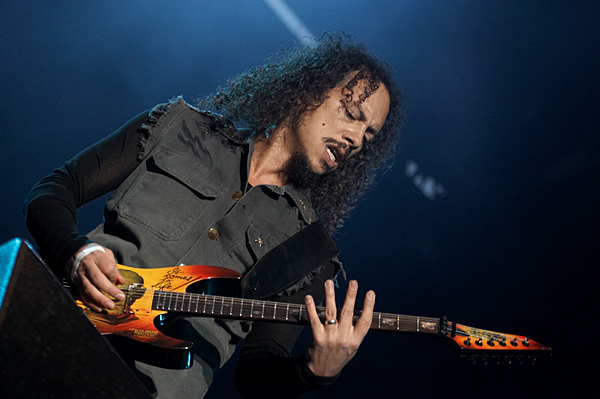
Le groupe Metallica, dont fait partie Kirk Hammett, a capté sa prestation au Colisée de Québec en 2009 pour le dvd Quebec Magnetic sorti en 2012

Le Festival de Musiques militaires de Québec a mis en vente des DVD des spectacles du Tattoo militaire de Québec présentés au Colisée durant son existence.

### Événements
Le Troisième Congrès de la langue française au Canada s'est tenu en 1952 dans plusieurs villes dont un grand événement au Colisée.

#### Région de Québec
Le Carnaval de Québec a tenu plusieurs activités dans les premières années de ce Carnaval d'hiver. De 2013 à 2014, la première présentation des Duchesses a eu lieu au Colisée. Plusieurs couronnements de la reine du Carnaval ont eu lieu à cet endroit dont la première en 1955,en 1969, en 1970, par exemple.
Expo Québec a utilisé régulièrement le Colisée pour de nombreux spectacles sur glace ou d'artistes dans le cadre de son événement annuel.

#### Commerciaux
Le Gala de la fourrure, présenté par le magasin J.B. Laliberté, a été présenté pendant 20 ans entre 1959 et 1979. La première édition a lieu le 29 octobre 1959 avec St-Georges Côté comme maître de cérémonie et Pierrette Champoux comme commentatrice. Le Gala de 1970 a comme commentatrice Janette Bertrand et Les Jérolas comme artistes invités. Le Gala de 1972 a comme commentatrice Janine Sutto et Michel Louvain comme artiste invité.
Des foires commerciales se sont tenues dans les années 1950 au Colisée de Québec avant l'arrivée du Centre des congrès de Québec, du PEPS de l'Université Laval et du Centre de foires de Québec.

#### Politiques
- 9 octobre 1951 : La Princesse Élisabeth, la future Reine Élisabeth II et le Duc d'Édimbourg ont été accueillis dans une réception en leur honneur[115].

Congrès Politiques

##### Parti libéral du Québec
- 30-31 mai 1958 : Élection du chef de ce parti : Jean Lesage.
- 17 janvier 1970 : Élection du chef de ce parti : Robert Bourassa[116].
- 30 avril 1971 : Annonce du développement de la Baie-James par Robert Bourassa[117].
- 15 avril 1978 : Élection du chef de ce parti Claude Ryan[118].
- 15 octobre 1983 : Élection du chef de ce parti Robert Bourassa, pour une deuxième fois.

##### Parti québécois
- 19 mai 1973 : Fête populaire du Parti québécois. Participation de Geneviève Bujold, Spectacle de Jacques Michel, divulgation des résultats de l'opération ressources et lancement du programme politique pour les élections de 1973[119].
- 27 mai 1978.
- 30 octobre 1995 : Rassemblement des sympathisants et militants en faveur du Oui dans le cadre du Référendum de 1995[120].

##### Union nationale
- 23 septembre 1961 : Congrès au leadership et élection du chef Daniel Johnson[121].
- 21 juin 1969 : Congrès au leadership[116]

#### Religieux et spirituels
Des événements religieux et spirituels ont eu lieu, à plusieurs occasions dont : 
- la messe de minuit du 24-25 décembre 1952,
- Assemblée de clôture de l'année Année mariale de 1954. Bénédiction de Monseigneur Cardinal Roy[122],
- le Congrès eucharistique de Québec qui eut lieu en juin 2008.
- la Fête du Sacré-Cœur est célébré a plusieurs occasions[123];
- Les Témoins de Jéhovah utilisèrent le Colisée pendant plusieurs années en juin.

## Hommages
- L'avenue du Colisée à Québec, près de cet édifice, a été nommée en son honneur le 8 mars 1956[664].
- Le Colisée de Québec fut représenté sur une pièce d'un dollar, en 1981, des dollars du carnaval de Québec. Ces pièces de monnaie symboliques étaient vendues chez les commerçants du Vieux-Québec durant la tenue du carnaval et leur valeur se terminait à la fin de l'édition du carnaval de l'année de frappe de la pièce[665].
- Le Colisée est représenté dans la série d'autocollants de la compagnie Panini concernant le hockey de la LNH pour la saison 1989-90[666].

## Galerie

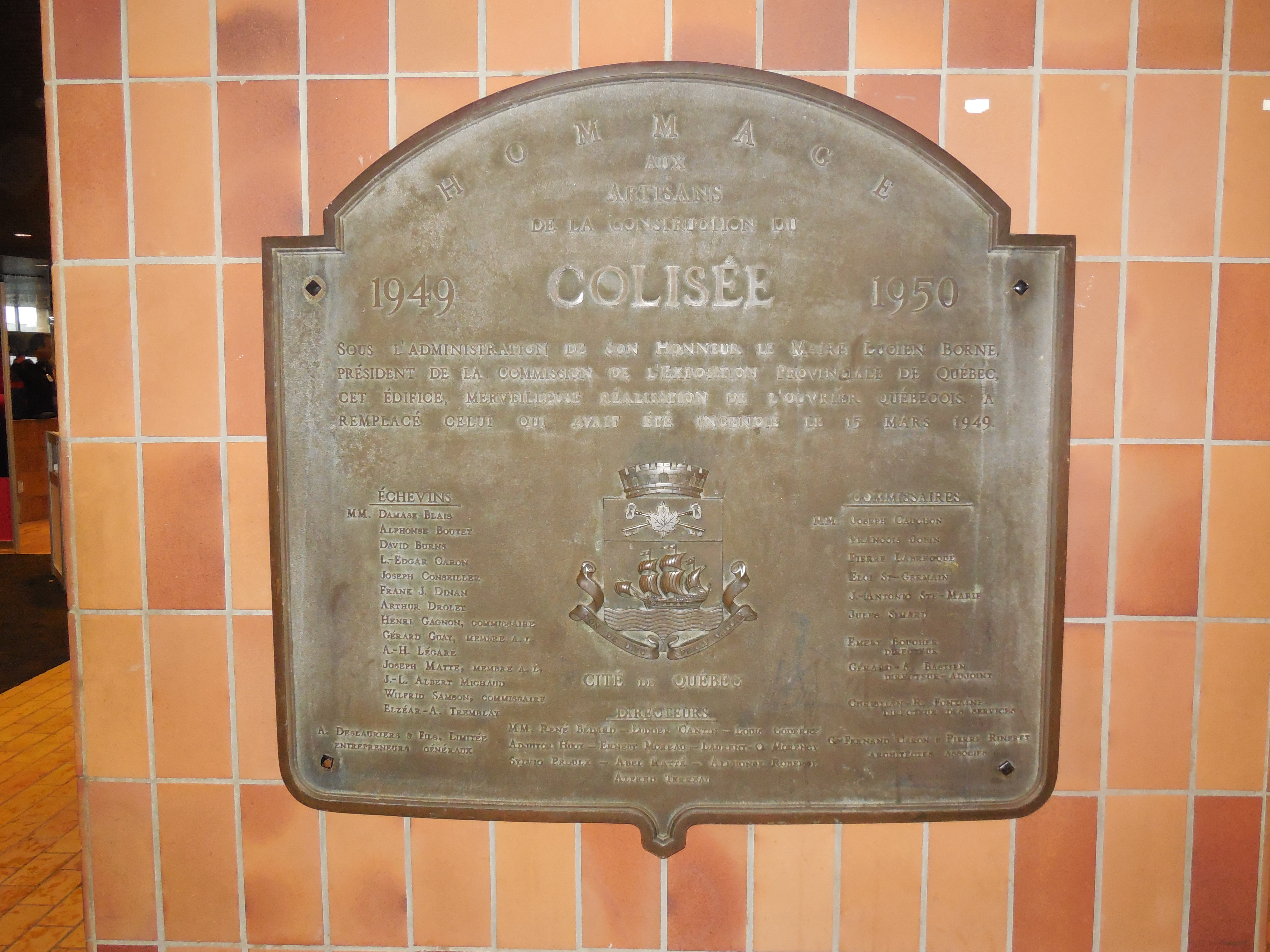
Plaque commémorative installée à l'inauguration du Colisée de Québec en 1949. Cette plaque était présente à l'intérieur de l'entrée du Colisée de Québec jusqu'à sa fermeture.
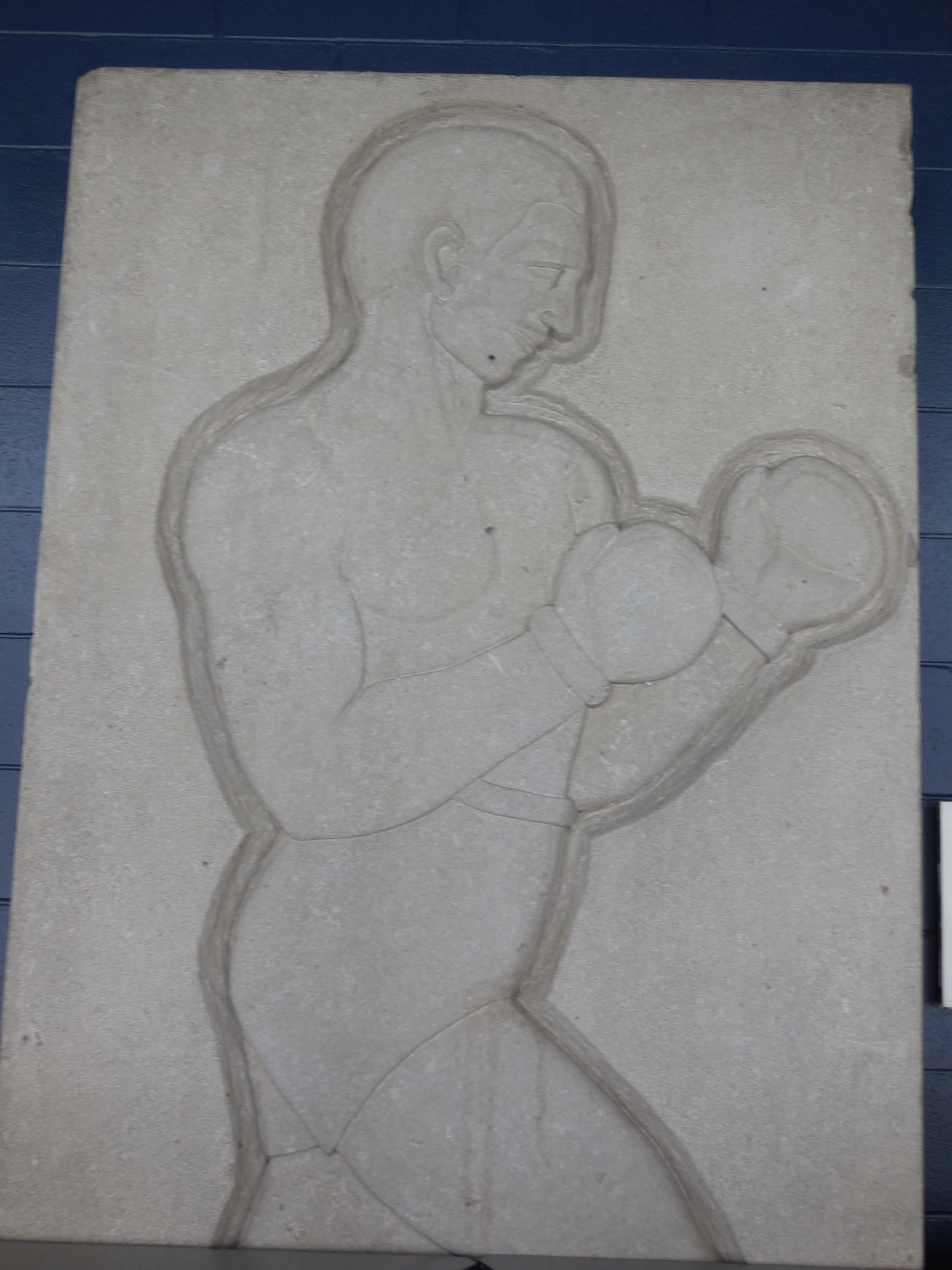
La boxe. Sculpture présente dans le hall d'entrée du Colisée Pepsi jusqu'en 2015 avec 3 autres sculptures. Les sculptures ont été déplacées au Pavillon de la jeunesse en 2020-2021.
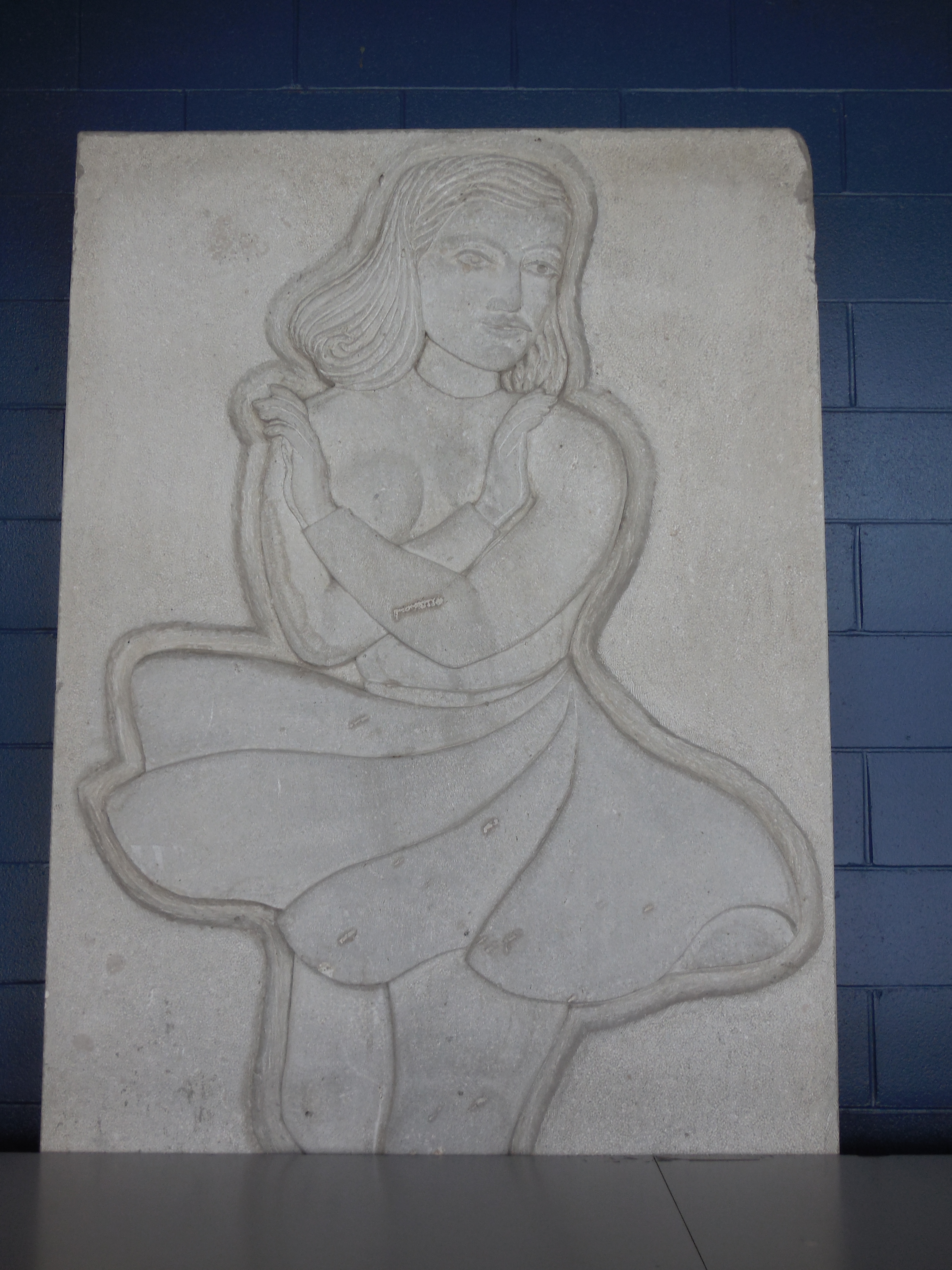
Le patinage artistique.
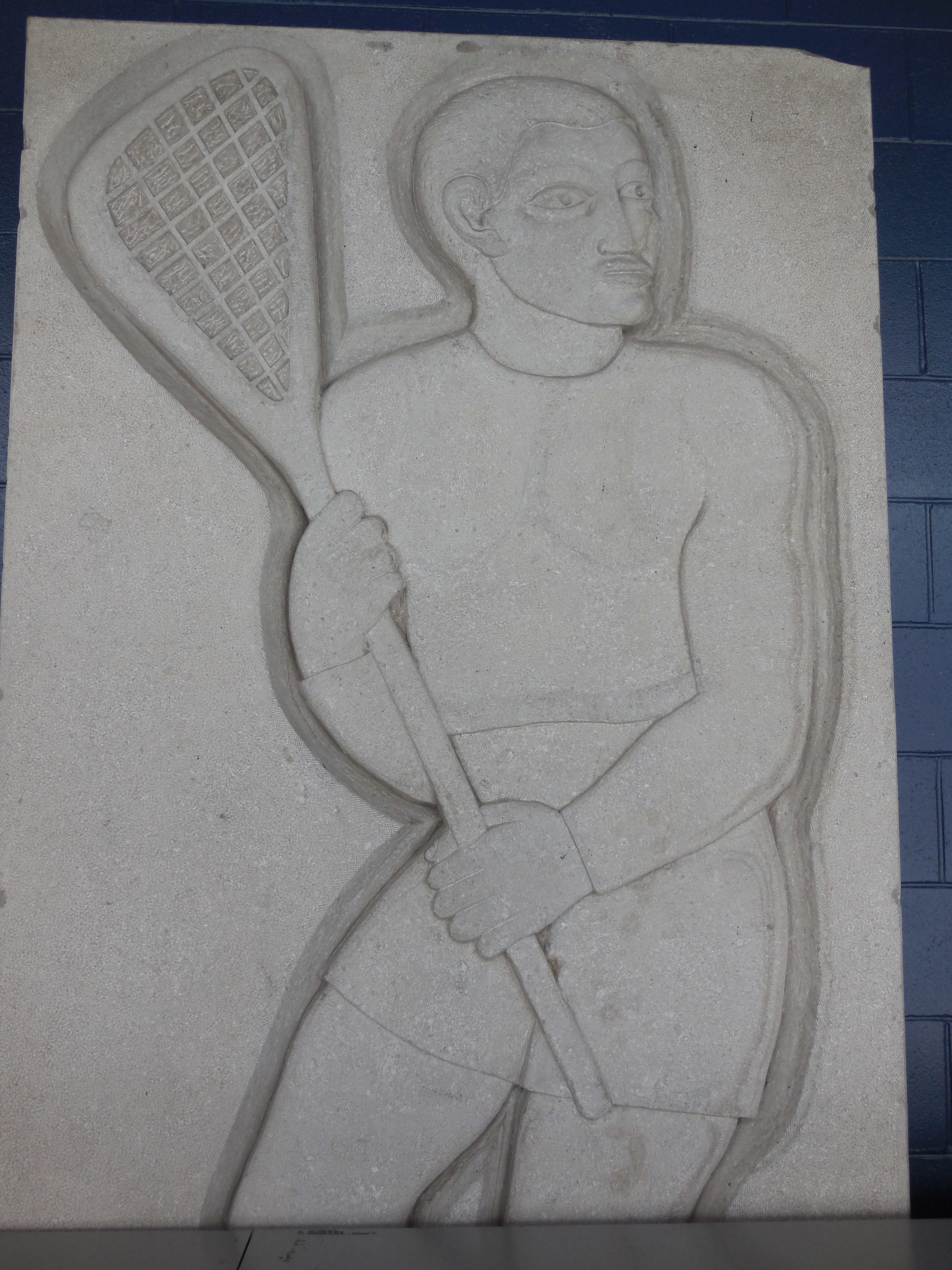
La crosse.
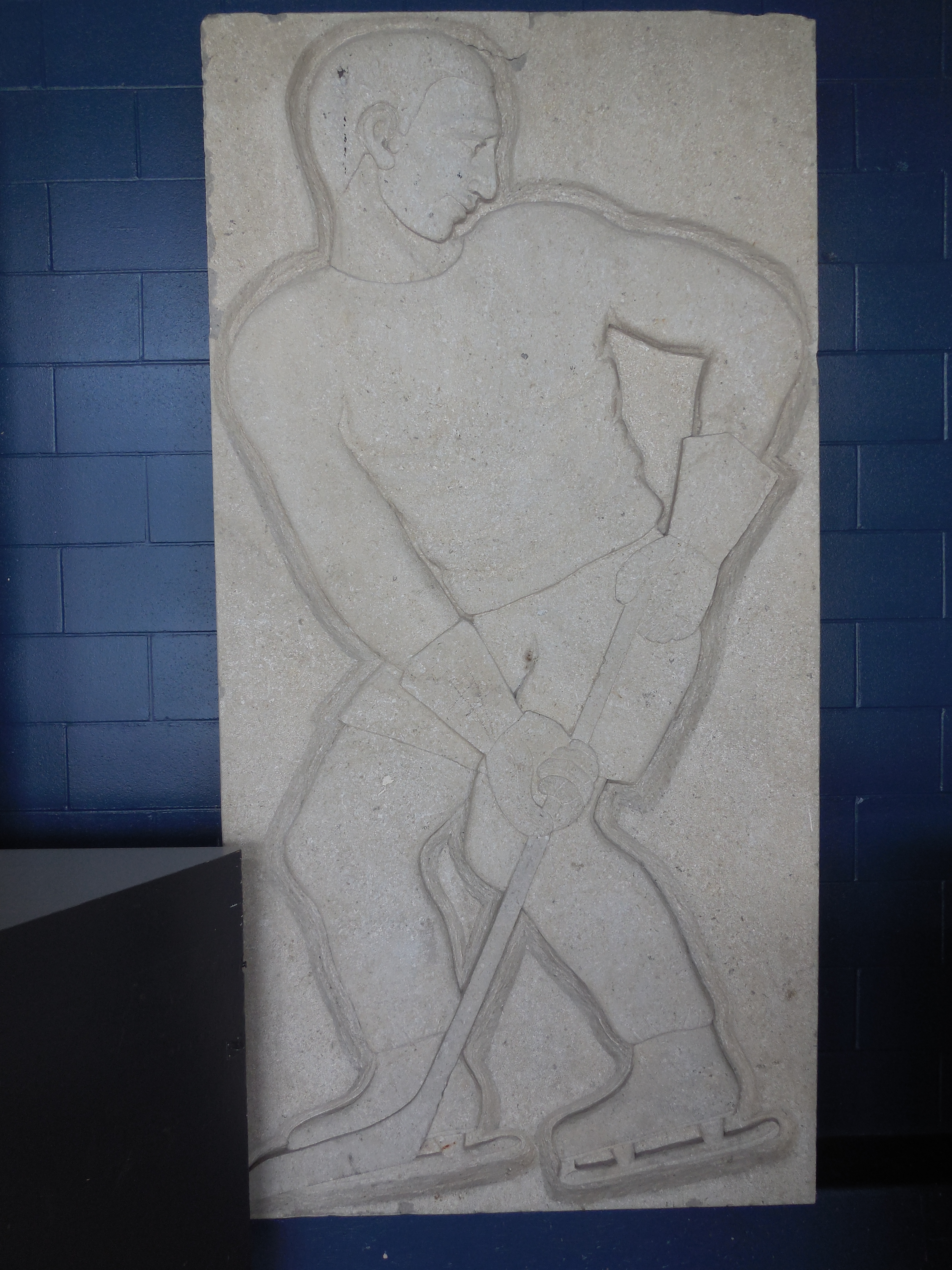
Le hockey sur glace.
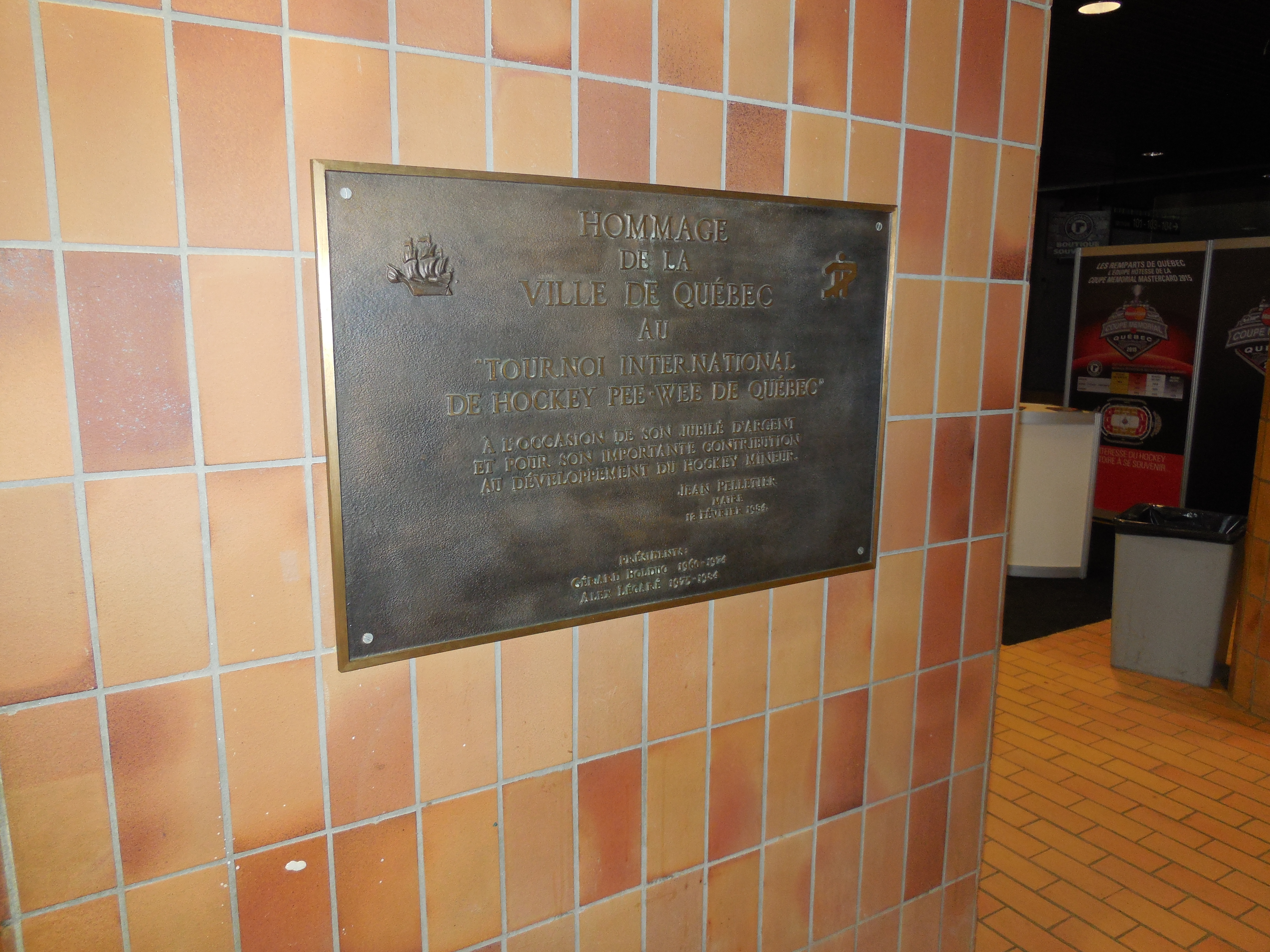
Plaque hommage au Tournoi international de hockey pee-wee de Québec - 25 ans qui était présente au Colisée de Québec jusqu'en 2015.
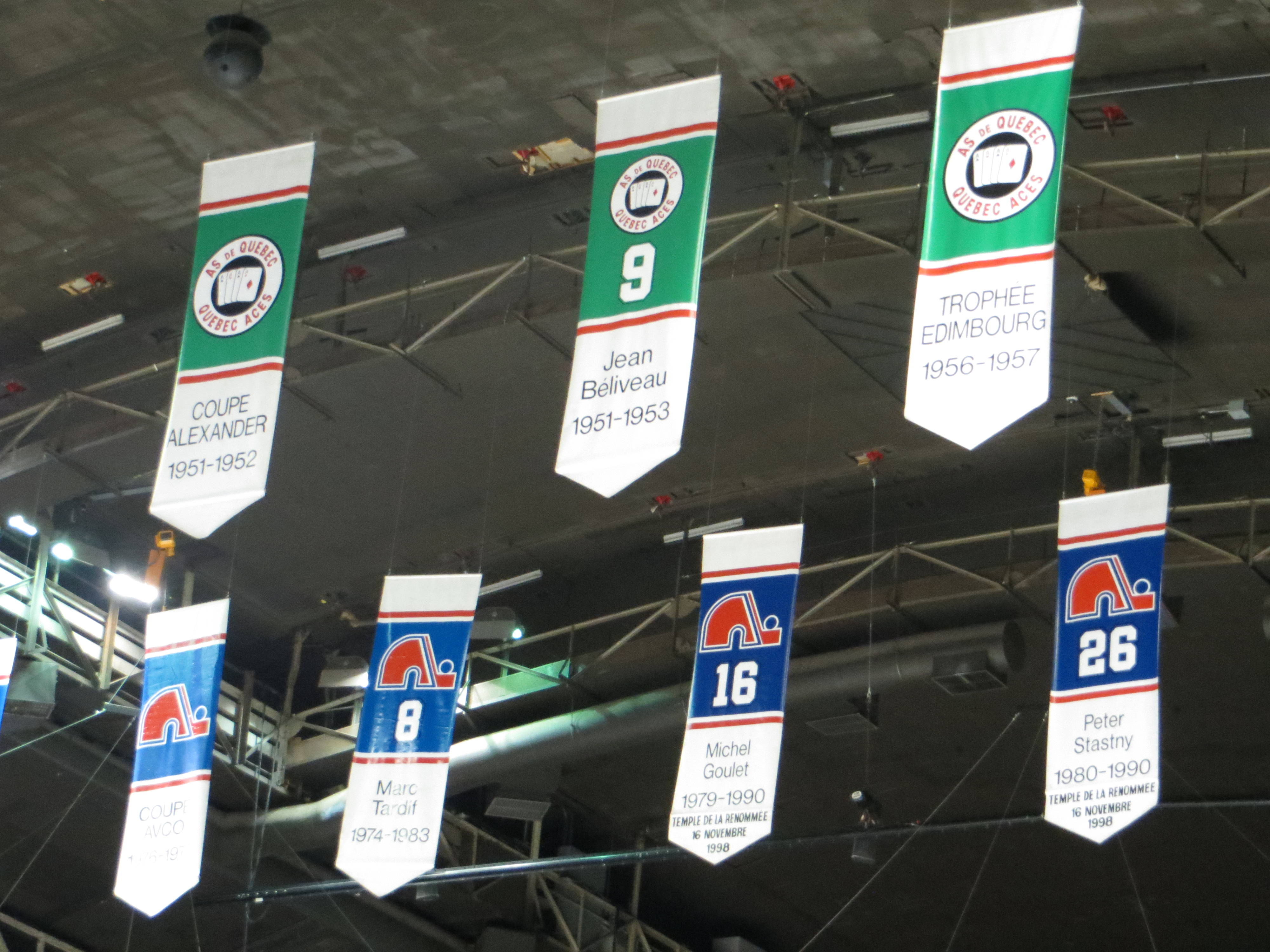
Bannières : As de Québec et Nordiques
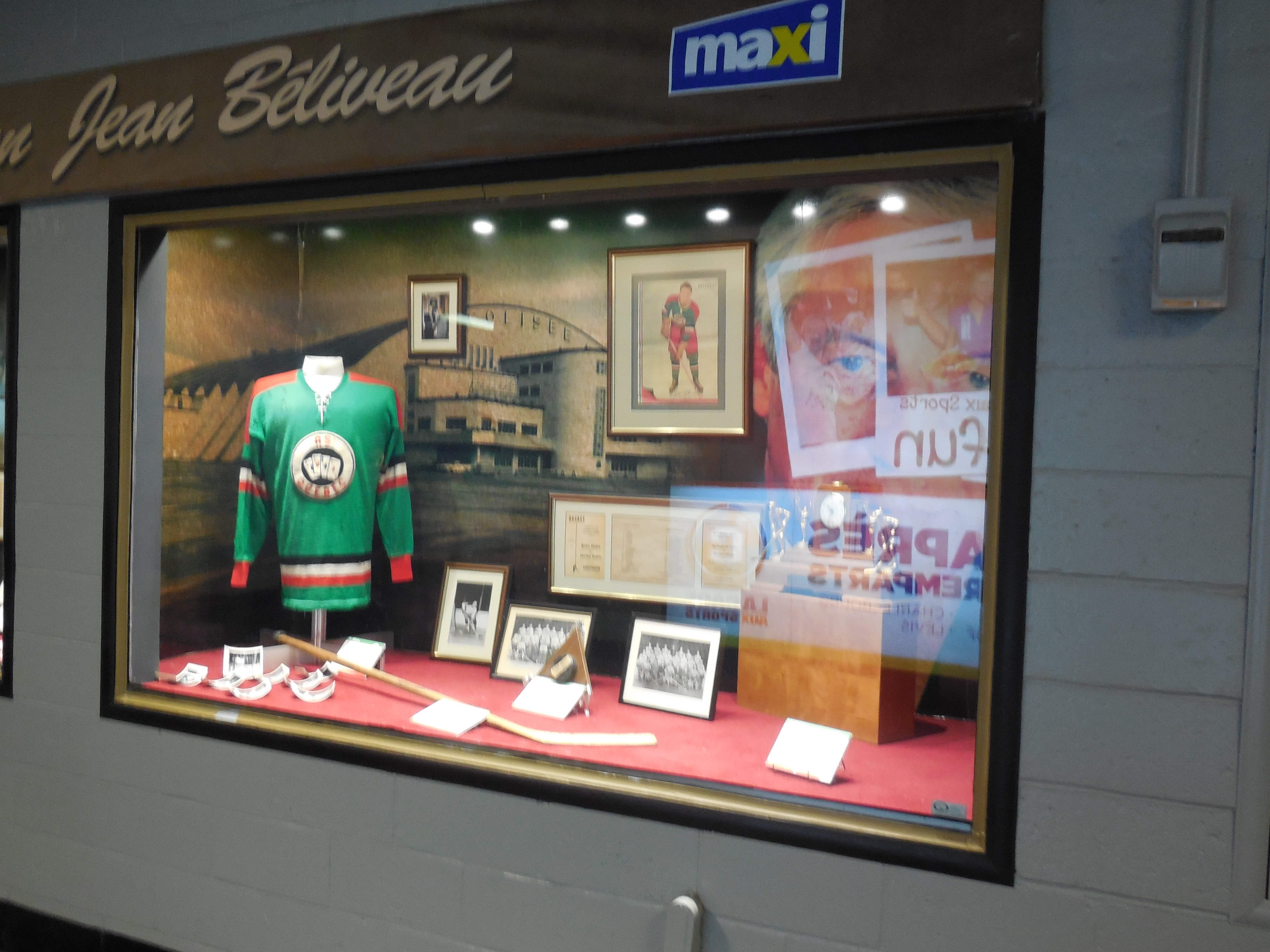
Deux vitrines commémoratives contenant des artéfacts de la collection personnelle de Jean Béliveau qui étaient exposés au Colisée de Québec
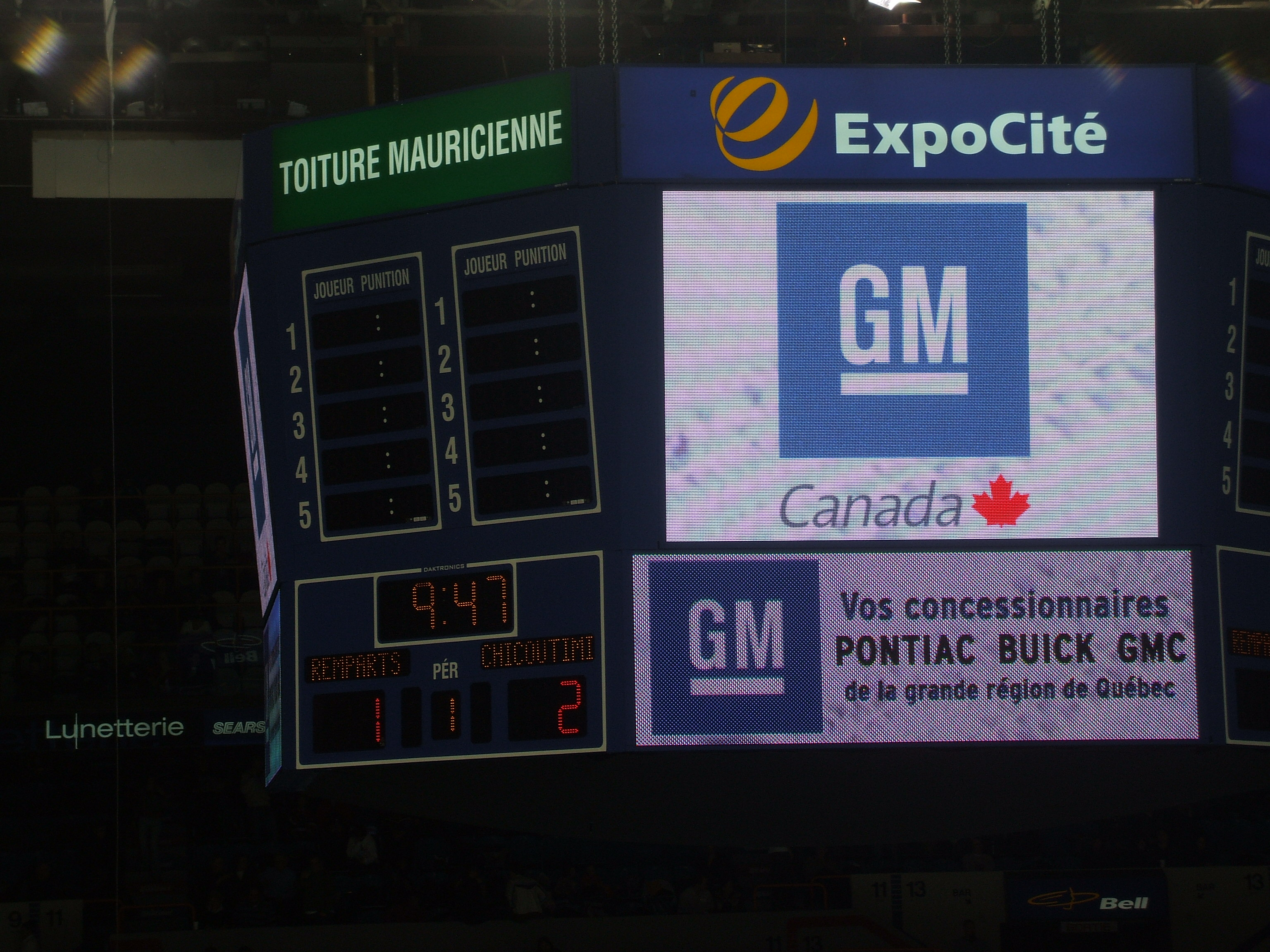
Tableau indicateur
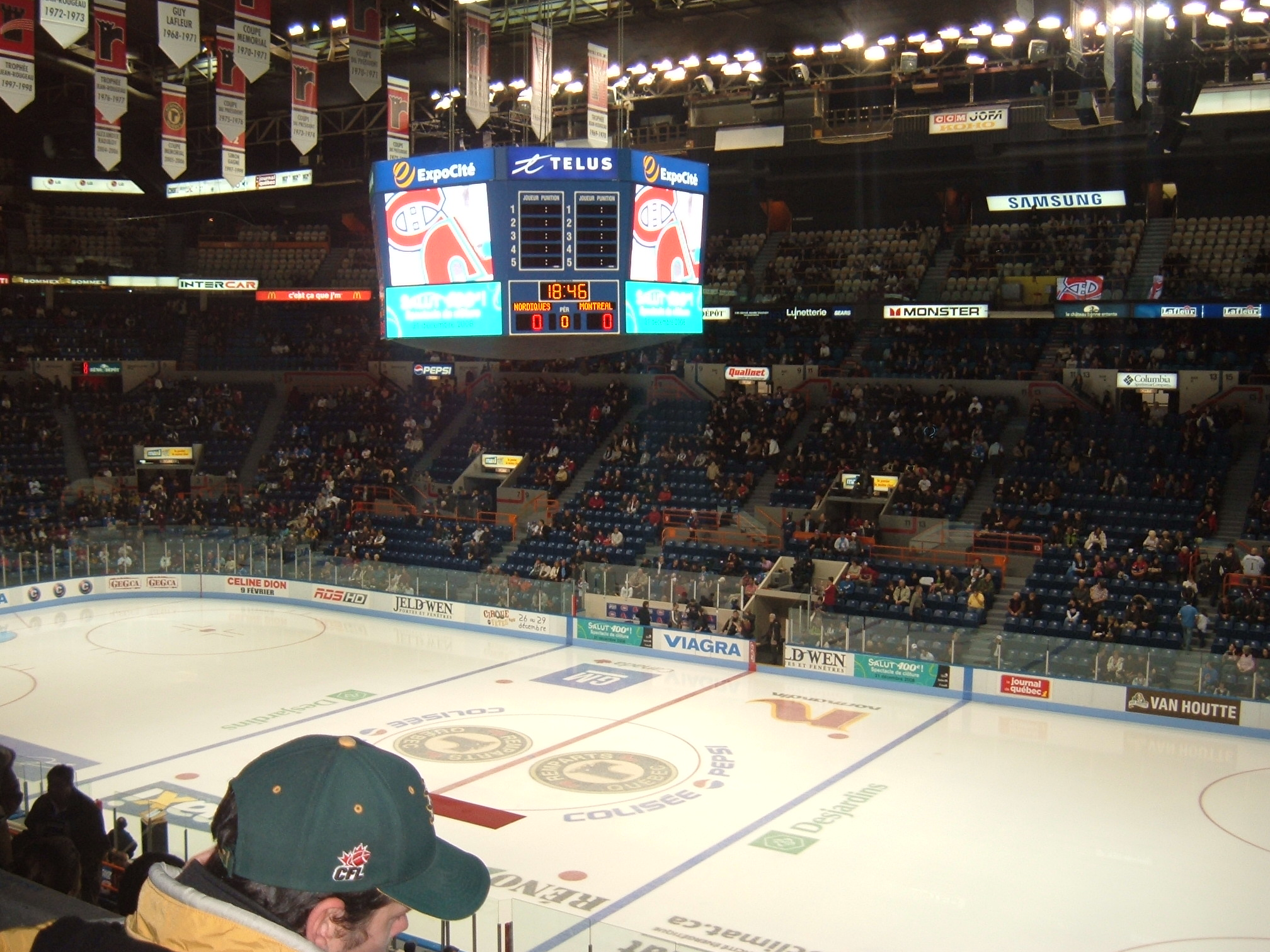
Intérieur du Colisée (2008)
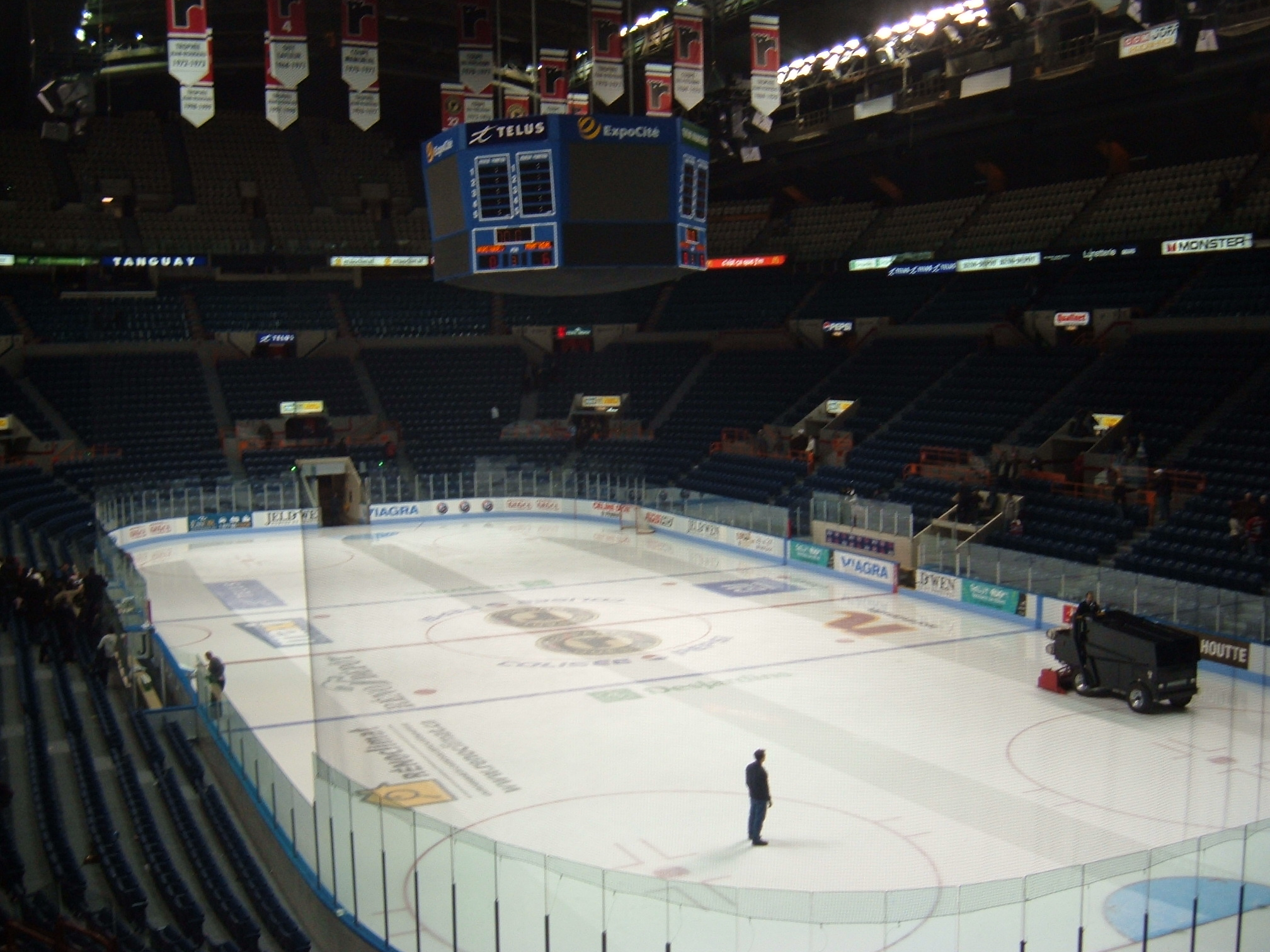
La patinoire (2008)
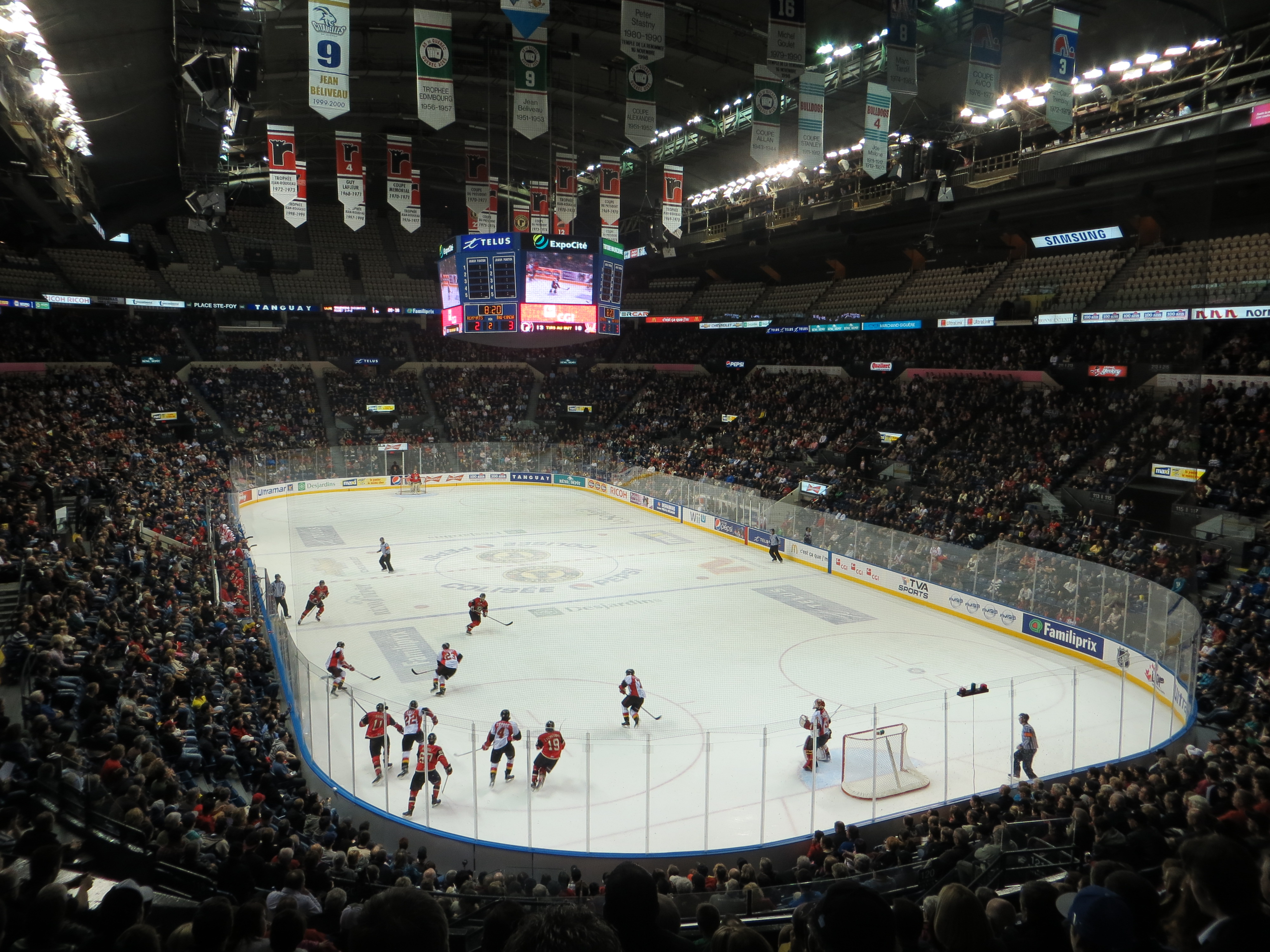
Match des Remparts (2012)
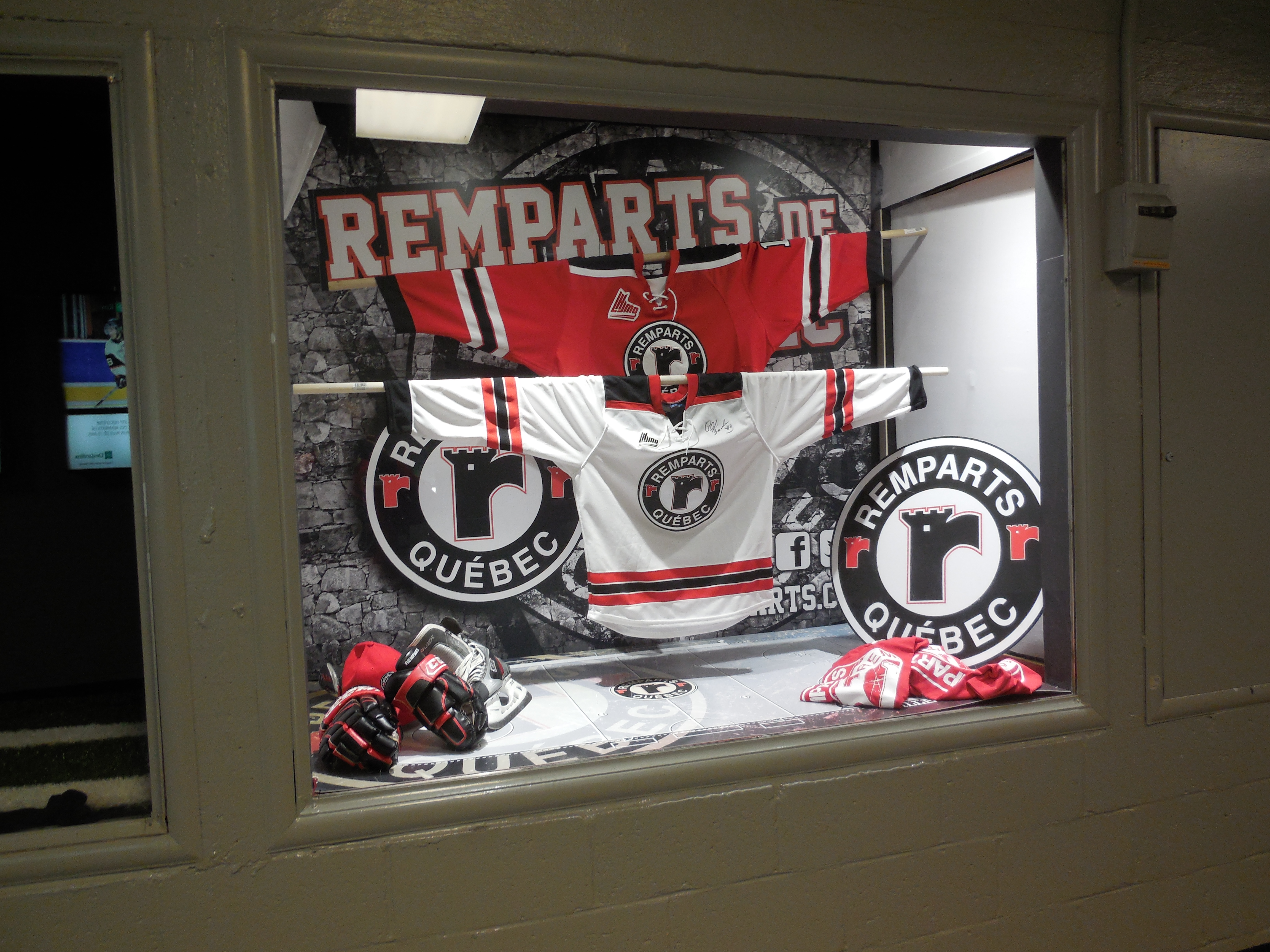
Vitrine publicitaire présentant le gilet le plus récent porté par les joueurs des Remparts de Québec avant la saison 2016.
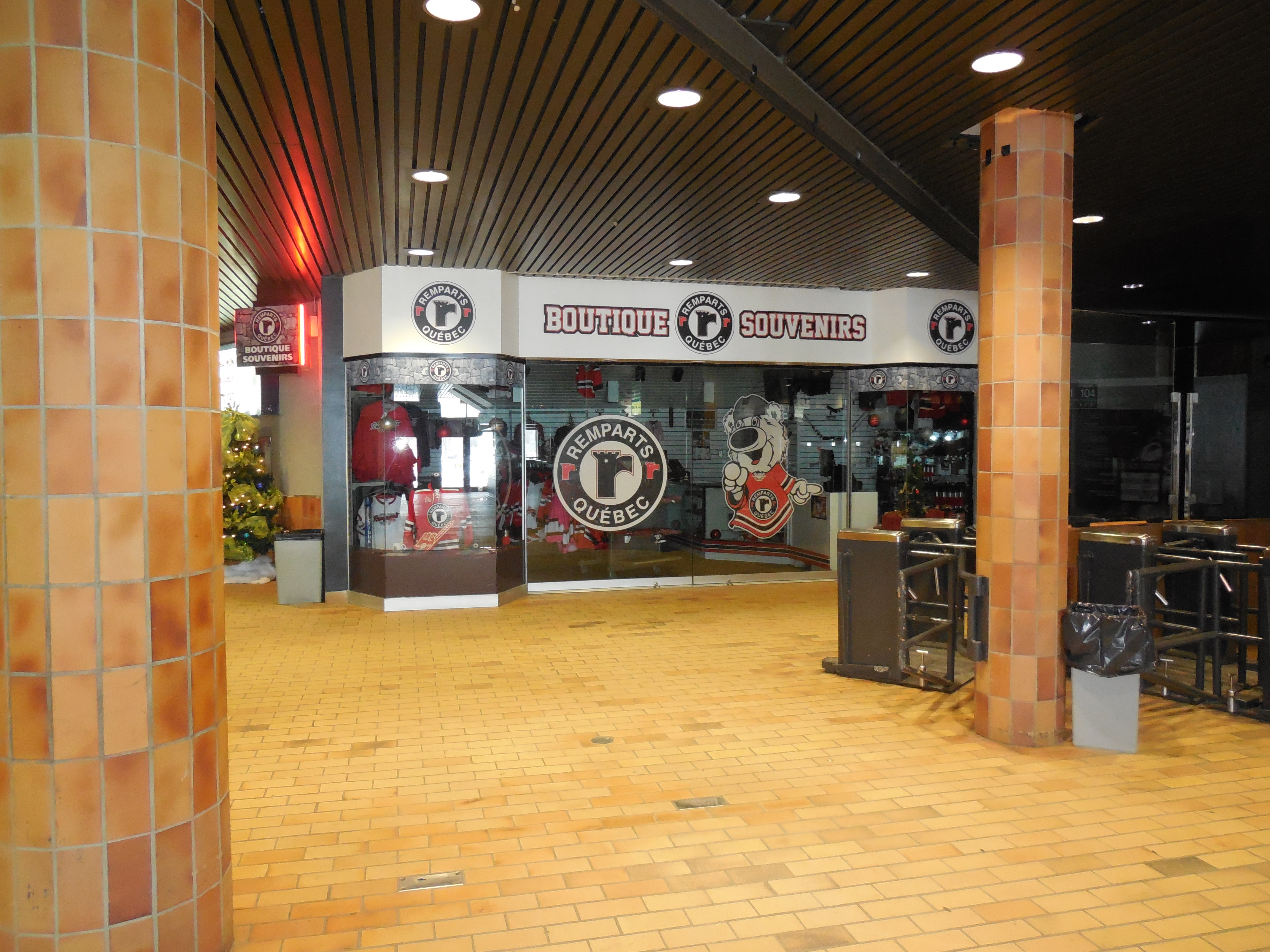
Boutique de souvenirs des Remparts de Québec et des précédents clubs ayant séjourné au Colisée Pepsi
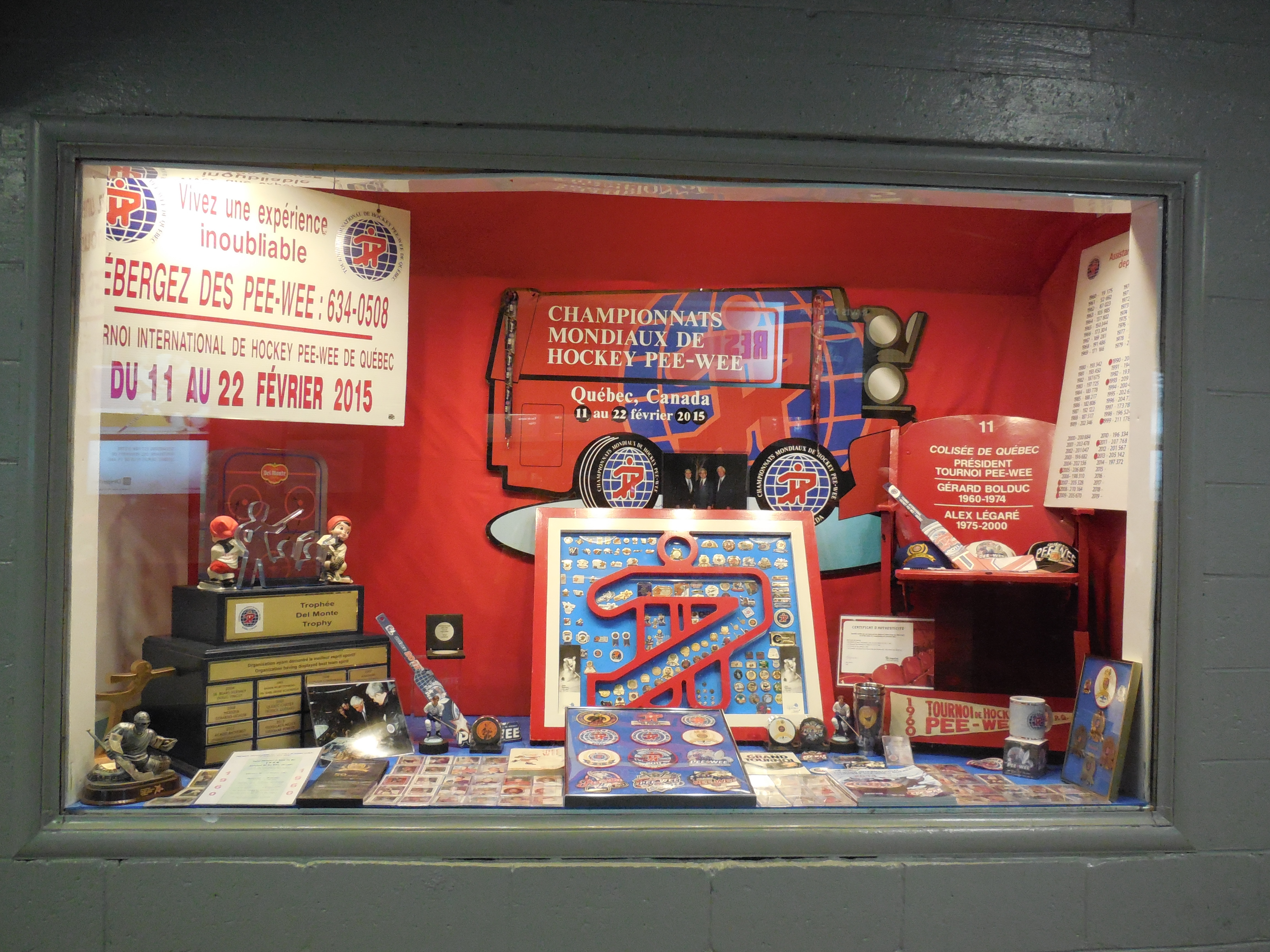
Vitrine commémorative et publicitaire pour le Tournoi international de hockey pee-wee de Québec qui étaient présente au Colisée de QUébec
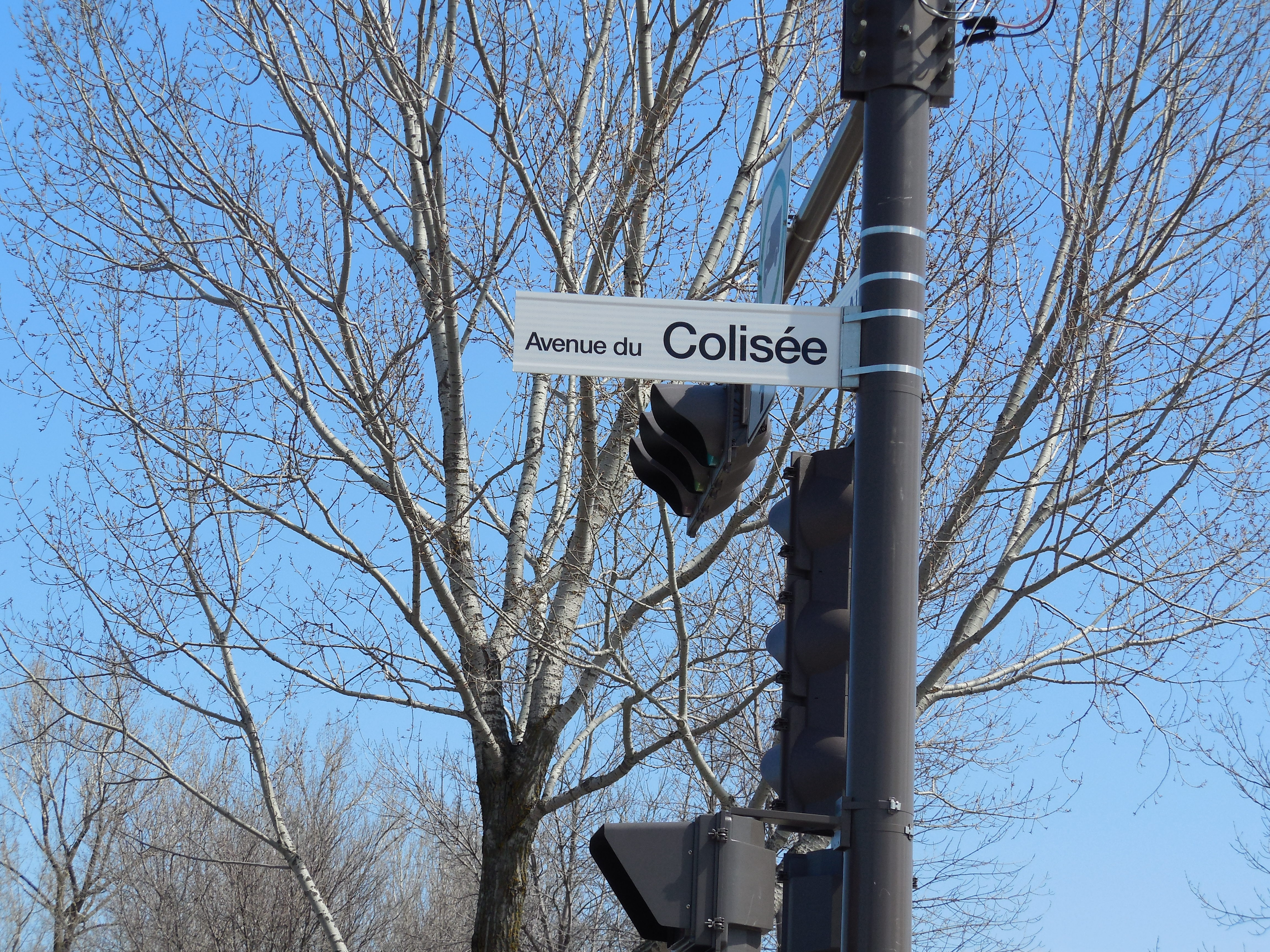
Plaque de l'avenue du Colisée à Québec près du Colisée de Québec